# Països Catalans
Els Països Catalans són els territoris de cultura catalana on la llengua autòctona és el català, o bé els territoris que formen part d'una unitat geogràfica, històrica, cultural i lingüística de predomini català. Són també els territoris on viuen o han viscut els catalans.
Aquests territoris, amb una superfície total de 70.520 km², es troben a la zona meridional de l'Europa Occidental, concretament la zona oriental de la península Ibèrica (excepte una petita part ubicada al nord dels Pirineus) i a diverses illes banyades per la mar Mediterrània (principalment les Balears, però també altres illes adjacents com els Columbrets, així com una petita part de l'illa de Sardenya). Els seus límits són l'estany de Salses i la serra de les Corberes al nord; la ciutat de l'Alguer a l'est; la plana d'Utiel a l'oest; i el baix Segura al sud.
Els Països Catalans es troben actualment dividits en diferents entitats administratives repartides entre els estats d'Andorra, Espanya, França i Itàlia. La part ubicada dins l'Estat espanyol conforma cinc comunitats autònomes, que són Catalunya, el País Valencià, Balears, una part de l'Aragó (la seva franja oriental) i una petita part de la Regió de Múrcia que conforma la comarca del Carxe. La part ubicada dins l'Estat francès conforma el departament dels Pirineus Orientals, més conegut com a Catalunya del Nord. La part situada dins l'Estat andorrà conforma la totalitat del territori d'aquest microestat, que és dividit en set parròquies. Finalment, la part ubicada dins l'Estat italià és formada pel territori de la comuna de l'Alguer, a la regió de Sardenya.
La població dels Països Catalans és de 14.760.751 habitants, dels quals al voltant de la meitat viuen a Catalunya. Les zones més poblades són l'àrea metropolitana de Barcelona (que concentra uns tres milions d'habitants) i la de València (que en concentra al voltant de dos).

## Territoris que conformen els Països Catalans

Mapa municipal i comarcal dels Països Catalans

Hi ha dos criteris per definir els límits geogràfics dels Països Catalans: el lingüístic i l'històric.
Segons el criteri lingüístic, els límits dels Països Catalans estan formats pel domini lingüístic català, ço és, l'àrea on la llengua autòctona és el català. En aquest sentit, la dita popular defineix els Països Catalans «de Salses a Guardamar i de Fraga a Maó». Generalment, també s'hi inclou:
- La ciutat de l'Alguer a Sardenya, on s'ha preservat una varietat del català, l'alguerès, d'ençà de la conquesta catalana de 1354.
- El Carxe, on s'ha parlat català des d'una gran emigració de llauradors de les valls del Vinalopó entre els segles xviii i xix.

D'altra banda, el criteri històric estableix els límits dels Països Catalans a partir dels territoris administratius històrics majoritàriament catalanoparlants. Seguint aquest criteri els Països Catalans comprenen els següents territoris:
- Catalunya, anomenat habitualment el Principat. Està dividida per una frontera interestatal, establerta pel Tractat dels Pirineus, que separa la Catalunya del Nord (actualment forma el departament dels Pirineus Orientals excepte la part del Fenollèdes) de la Comunitat autònoma de Catalunya.
- El País Valencià, que es correspon aproximadament amb l'antic Regne de València.
- Les Illes Balears i les Pitiüses.
- El Principat d'Andorra.
- La Franja de Ponent.

Cal tenir en compte que l'aplicació d'aquest darrer criteri implica incloure algunes àrees lingüísticament i culturalment no catalanes, motiu pel qual acostuma a prevaler el criteri lingüístic.

## Evolució històrica del nom i del concepte
La concepció que la unitat lingüísticocultural del domini català permet definir el conjunt com a nació s'aferma a partir de la Renaixença, sota denominacions diverses. Entre els propugnadors d'aquesta postura hi ha hagut i hi ha gent de tots els punts del domini lingüístic.

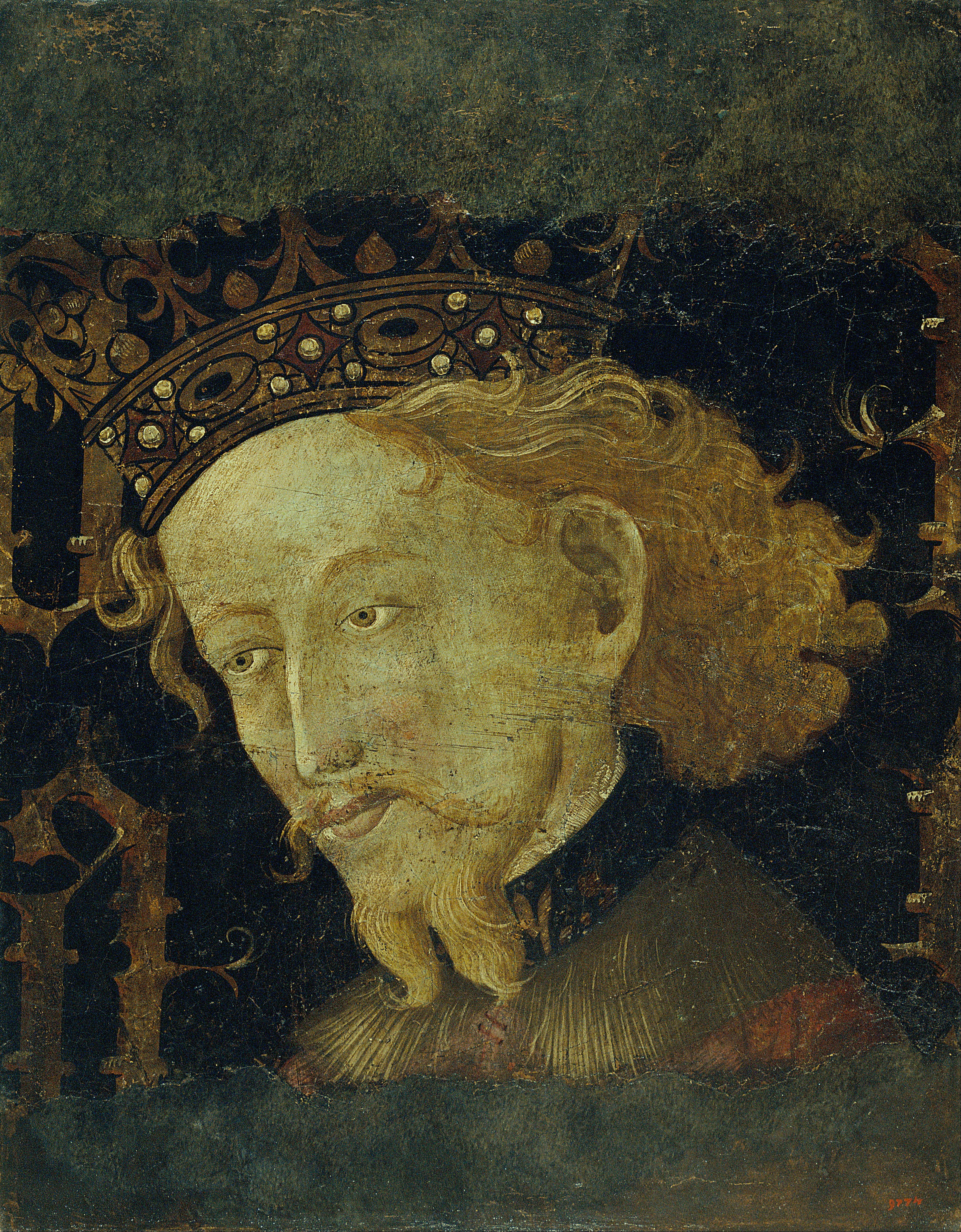
El rei Jaume I el Conqueridor, conegut com "el Conqueridor" perquè durant el seu regnat la corona de Catalunya i Aragó va incorporar Mallorca i València, on va fundar els regnes respectius i on es va expandir el català.

El terme «Països Catalans» es troba documentat per primera vegada en la monumental obra Historia del Derecho en Cataluña, Mallorca y Valencia. Código de las Costumbres de Tortosa, I (Madrid, 1876) del valencià Benvingut Oliver i Esteller, natural de Catarroja (Horta Sud) i historiador del Dret, i de seguida té fortuna a la Renaixença catalana a final del segle xix com a sinònim de «territoris de parla catalana». En aquest sentit, el terme aparegué també l'any 1886 en un article de Josep Narcís Roca i Farreras a la revista L'Arc de Sant Martí. Més endavant, Josep Pijoan encunyava el terme pancatalanisme (1899), que tindria en Alfons Maseras i Galtés un primer teoritzador (1915).
No obstant això, el terme Països Catalans va ser principalment popularitzat pels assaigs Nosaltres, els valencians i Qüestió de noms, de Joan Fuster, publicats el 1962. Fuster, per altra banda, definia un concepte territorial dels Països Catalans estrictament lingüístic, la llengua del qual seria la base per a proposar el seu projecte nacional, essent el nom Països Catalans provisional fins que es produís la unificació nacional dels territoris de parla catalana, que haurien de dir-se Catalunya (va suposar que la pluralitat del terme podria refrenar els impulsos particularistes d'algunes regions). Per tant, a conseqüència d'aquesta premissa, l'assagista considerava que les comarques castellanoparlants eren no només prescindibles, sinó també un entrebanc per a l'èxit d'aquest projecte nacional. Això explicaria, entre altres causes, que el concepte dels Països Catalans no haja sigut gaire assumit en aquests territoris històricament castellanòfons.
Malgrat això, sovint es representen territorialment els Països Catalans amb una convergència de motivacions històriques i lingüístiques quan es pretén donar-li un cos polític. És a dir, per a alguns el territori d'uns Països Catalans polítics representaria el conjunt d'entitats polítiques històriques de l'antiga Corona d'Aragó que tenen o tenien el català com a llengua principal a les seves institucions. Sota aquesta premissa, el territori comprendria els històrics Principat de Catalunya, Regne de Mallorques (Illes Balears, Pitiüses i Catalunya Nord), i Regne de València (amb els afegits posteriors de Villena i la comarca de Requena).

La Senyera Reial, coneguda popularment com les Quatre barres, bandera tradicional dels Països Catalans.

Històricament, s'han utilitzat altres termes per a designar el mateix concepte, amb implantació menor, reduïda o nul·la. Per exemple, el 1859 Víctor Balaguer proposava la Pàtria llemosina com una federació de províncies que parlaven català. A la primera meitat del segle xx es van abandonar totes les referències a la llengua llemosina per la seua inexactitud històrica i lingüística. En el canvi de segle el grup de L'Avenç emprava Catalònia. En entreguerres les formes més habituals eren Catalunya Gran i països de llengua catalana o, a voltes, terres de llengua catalana. Altres formes de designar aquest concepte, més esporàdiques, han estat: Catalunya (amb ús minoritari, però continu); Llevant (Eduard Martínez Ferrando); Pàtria Llemosina o Nació Llemosina (Vicent Tomàs i Martí); Catalunya Integral (Rovira i Virgili, per exemple); Ibèria (esporàdicament en el grup d'Els Quaderns de l'Exili); Bacàvia o Bacavària (Nicolau Primitiu Gómez Serrano); Mediterrània Catalana (Pierre Deffontaines); espai català (Pierre Vilar); Comunitat Catalànica (Xavier Casp, 1961); Hispània Catalana (Joan Rebagliato); etc.
Mentre Joan Maragall i Francesc Cambó parlaven de l'Espanya Gran, el 1906 Enric Prat de la Riba publicava l'article «Greater Catalonia», dins de La nacionalitat catalana, proposant la denominació «Catalunya Gran». Feia un paral·lelisme amb la Greater Britannia i associava la Commonwealth amb la Corona d'Aragó. Amb molta posterioritat als fets, alguns publicistes hostils han volgut identificar el terme Catalunya Gran (emprat sense cap poder, i amb l'Estat en contra) amb la Grossdeutschland de Bismarck, i fins i tot de Hitler. Amb aquesta connotació d'imperialisme hi ha qui diu que s'ha utilitzat el nom de «Gran Catalunya».

Bandera del Principat de Catalunya proposada per Armand de Fluvià el 2010 en el cas de la creació dels Països Catalans.

A partir dels anys seixanta la consciència de Països Catalans avançà considerablement a tots els territoris, sobretot en medis intel·lectuals i de l'oposició política i cultural al franquisme, fins a atènyer una concreció important en el Congrés de Cultura Catalana (1975-1977). Arran de la Transició el concepte fou bruscament abandonat pels sectors políticament majoritaris i amb presència a les institucions del nou règim.
El terme més utilitzat quan es vol evitar qualsevol connotació política és territoris de parla catalana. També es pot utilitzar el terme catalanofonia, similar als conceptes de Francofonia en el cas del francès o Hispanitat en el cas del castellà, però encara gairebé inèdit.
A final del segle xx, Josep Guia va proposar utilitzar Catalunya per a denominar tot el territori dels 'Països Catalans', i no tan sols el territori del 'Principat de Catalunya' (És molt senzill: digueu-li Catalunya, 1985); hi adduïa voluntat política, sobretot, però també en documentava l'ús medieval, modern i contemporani (València: 750 anys de nació catalana, 1988).

### Terme Comunitat Catalànica

Banderes dels territoris on es parla la llengua catalana.

El terme Comunitat Catalànica i el gentilici catalànic va ser proposat per Miquel Adlert i altres valencianistes com a alternativa al concepte de Països Catalans, amb la intenció de determinar un nom que fora acceptat per tots els territoris de llengua catalana. Així s'expressava la seua necessitat en una carta manifest a Serra d'Or, juny 1961, núm. 6, signat, entre d'altres, per Alfons Verdeguer, Xavier Casp, Miquel Adlert, Jaume Bru i Vidal, Alfons Cucó, Rafael Villar i Beatriu Civera:
| « | per al dit conjunt de València, Mallorca i Catalunya acceptem la denominació suggerida fa poc per Miquel Adlert Noguerol de "Comunitat Catalànica", on la primera paraula indica el tipus d'unió que existia i és el que acceptem, i la segona afirma la unitat de llengua i cultura, alhora que ens dona un gentilici comú i nou per a tots, que conservem així els antics, junt amb les denominacions de sempre per a les nostres terres". | » |

Amb l'arribada de la batalla de València, molts d'ells es retractarien i, fins i tot, negarien haver signat aquestes paraules. El terme catalànic ha estat alguns dels considerats (entre d'altres, com ara, català/valencià) per l'Acadèmia Valenciana de la Llengua en el seu dictamen del 9 de febrer de 2005. Per evitar aquests problemes, altres han proposat el neologisme bacavès o cavabànic com a denominació sintètica de català-valencià-balear. La carta manifest, amb la resposta de Joan Fuster, es troben reproduïdes al llibre Un país sense política.

## Geografia física

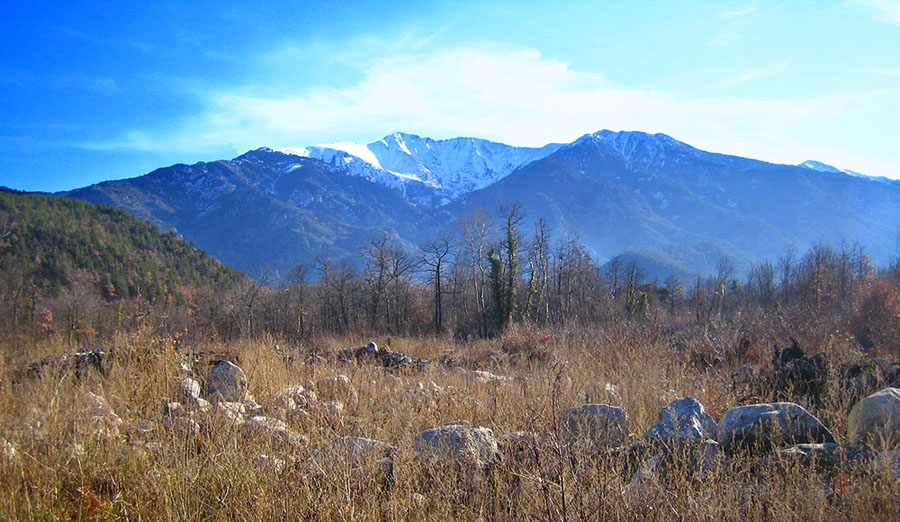
Vista del Canigó des de Vernet de Conflent.

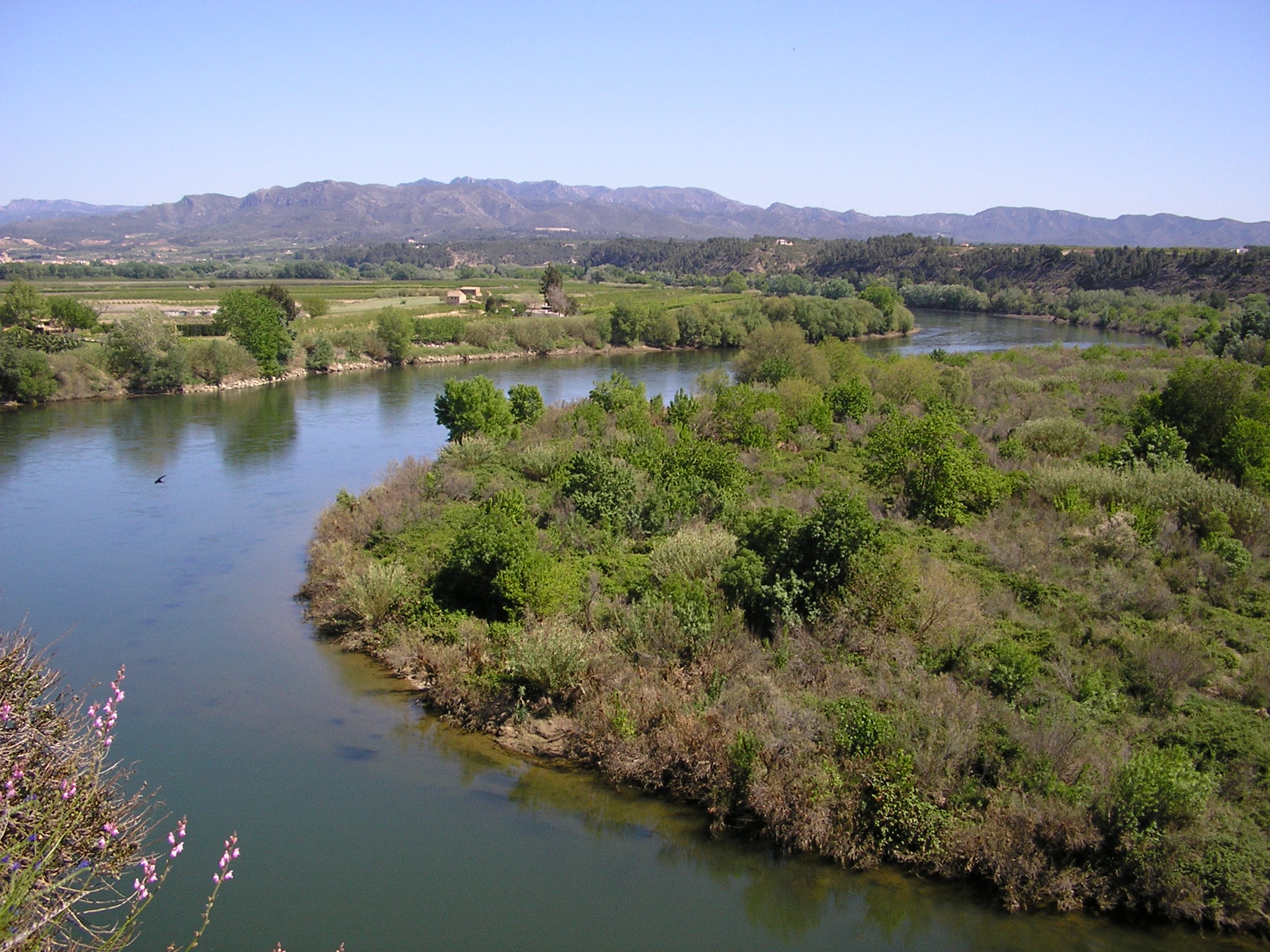
L'Ebre a Miravet

Els Països Catalans estan situats a la costa occidental de la mar Mediterrània i estan integrats per una franja de territori de la península Ibèrica que va de Salses a Pilar de la Foradada i de la Franja de Ponent i el límit occidental del País Valencià a la costa mediterrània. També en forma part l'arxipèlag de les Balears. Els Països Catalans limiten al nord amb Occitània, al sud amb la Regió de Múrcia, a l'est amb la mar Mediterrània i a l'oest amb la Vall d'Aran, l'Aragó i Castella.
El relleu dels Països Catalans és molt variat, des de l'extensa plana de Ponent, fins als alts cims dels Pirineus passant per les costes abruptes de la Costa Brava (Empordà) o el Cap de la Nau (Marina Alta), i finalment les illes, amb nombroses cales. Existeixen cinc grans conjunts muntanyosos principals: els Pirineus, el Sistema Mediterrani Català, les muntanyes del nord-oest del País Valencià que pertanyen al Sistema Ibèric, les serres meridionals del Sistema Bètic, les Corberes, les Serres de Llevant i la Serra de Tramuntana. Altres unitats de relleu importants són la Depressió Central i el Delta de l'Ebre. El cim més alt dels Països Catalans és, segons l'Enciclopèdia Catalana, el pic d'Aneto (3.404 msnm), tot i que el cim se situa tot just fora de l'àmbit catalanoparlant, a Benasc (Ribagorça). El següent cim més alt és la Pica d'Estats (Pallars Sobirà, 3.143,1 msnm), però potser el que més simbolisme té és el Canigó (Conflent, 2.784 msnm).
La xarxa hidrogràfica dels Països Catalans és molt extensa. És típicament mediterrània, amb l'excepció de la zona pirinenca: els rius tenen un cabal molt variable, que davalla a l'estiu i creix amb les pluges torrencials d'octubre i febrer. A la zona plenament mediterrània, hi ha un gran contrast entre els rius, infreqüents, de curt recorregut, i cabalosos, i els més nombrosos barrancs, ja que en aquest cas els cabals menors es redueixen a zero als mesos més càlids. L'excepció és la Catalunya Vella, on s'observa una gran quantitat de rieres petites i mitjanes que poden mantenir el seu cabal gairebé tot l'any. El riu més important i cabalós és l'Ebre, que desemboca entre les comarques del Montsià i el Baix Ebre formant el delta més gran del país, el seu principal tributari a terres catalanes és el Segre. Altres rius també importants són el Tet, Tec, Aglí, Ter, La Tordera, El Besòs, el Llobregat, el Francolí, el Millars, el Túria, el Xúquer, el Vinalopó i el Segura. També són importants les capçaleres de l'Aude i Garona.

### Vegetació

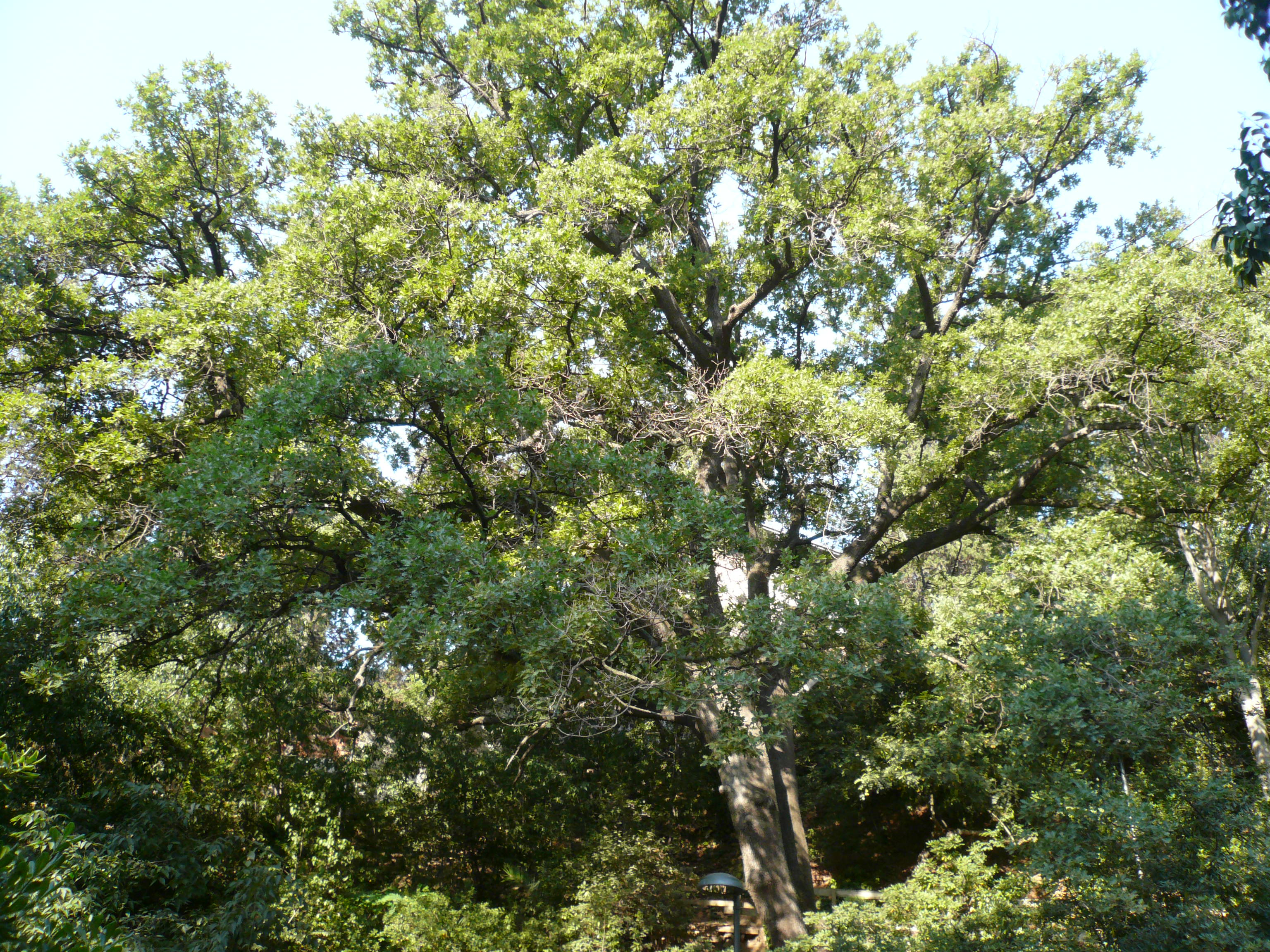
Roureda a la Font del Racó (Barcelona)

La vegetació dels Països Catalans comprèn la cobertura vegetal, tant l'espontània com la conreada, d'aquest territori que ocupa una superfície d'uns 70.000 km². Hi domina el clima mediterrani amb més o menys continentalització i localment els climes de muntanya. Actualment la vegetació basada en la flora mediterrània constitueix l'element autòcton principal en una gran part del territori. Respecte a la vegetació conreada, hi ha un cert equilibri entre les espècies herbàcies i les llenyoses.

### Fauna

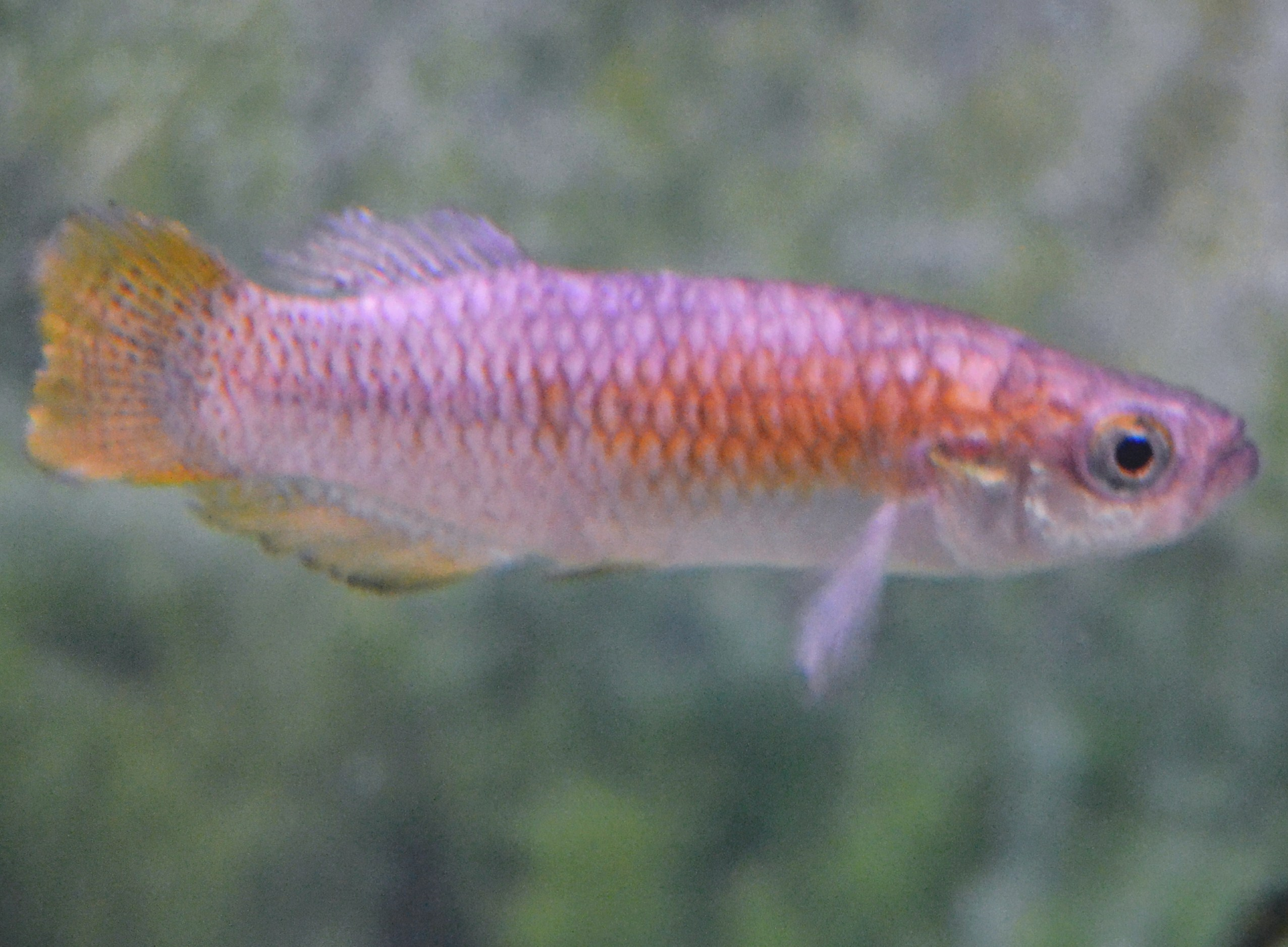
El samaruc, un peix endèmic.

La fauna dels Països Catalans es caracteritza per una major diversitat de tàxons que no pas les zones properes, ja que aquest territori es troba en una zona de confluència de continents. A més la menor densitat relativa de població humana i, també de forma relativa, el menor grau d'influència humana i d'urbanització ha jugat a favor de la biodiversitat faunística.
L'arribada i establiment d'animals a aquest territori ha tingut diversos orígens: espècies provinents del continent africà, espècies de la resta d'Europa i espècies que venen de l'orient de la Mediterrània. En alguns casos aquestes espècies nouvingudes han hagut d'evolucionar de manera força aïllada, ja que s'han trobat amb un clima i característiques geogràfiques molt especials: serralades, rius i valls, el mar Mediterrani que han fet de barrera i potencien els endemismes.
Catalunya i la Franja de Ponent tenen una bona part del territori situat a l'Alta muntanya on la flora i la fauna tenen moltes particularitats de la mateixa manera que hi ha zones de molt alta i molt baixa pluviometria amb la fauna diferenciada que hi correspon.
Al País Valencià amb gran diversitat d'hàbitats incloent la marjal, hi ha una gran riquesa d'espècies de mol·luscs, crustacis aràcnids insectes i vertebrats: Hi ha unes 24 espècies de rèptils, 252 espècies d'ocells i 61 de mamífers.
La fauna vertebrada insular de les Balears abans de l'arribada dels humans es componia d'un conjunt molt reduït d'espècies, sota condicions evolutives ben particulars, bàsicament d'absència de vertebrats depredadors. La insularitat ha sigut un element atractiu per a l'estudi de les biotes. L'arxiduc Lluís Salvador Habsburg-Lorena, a final del segle xix va estudiar la fauna de les Illes Balears on per exemple, la família dels coleòpters Tenebrionidae compta amb el 65% d'endemismes.

## Història
La història dels Països Catalans és la de la gent dels territoris on es parla la llengua catalana.

### Prehistòria
La Prehistòria als Països Catalans comprèn el període des de l'aparició de l'home a la constatació dels primers testimonis escrits. La prehistòria es coneix gràcies a l'arqueologia. Entre Catalunya i el País Valencià hi ha una certa continuïtat en el desenvolupament prehistòric. Les Illes Balears en canvi són un món a part; Mallorca i Menorca pertanyien a civilitzacions sense connexió continental mentre Eivissa i Formentera tradicionalment s'ha cregut que no estaven habitades fins a l'arribada dels fenicis però aquesta suposició està en revisió.

Animació representant la tècnica Levallois per a fer estris de pedra en la prehistòria.

A la Catalunya Nord s'hi han trobat, a la Cova de l'Aragó a Talteüll, fòssils d'humans anteriors a la dels homes neandertals essent aquestes restes entre les més antigues dels Països Catalans i d'Europa. Al Principat de Catalunya els primers poblaments que s'han trobat són del Paleolític mitjà amb la mandíbula de Banyoles com a fòssil prominent. Els jaciments del període mosterià de Catalunya més coneguts són l'Abric Romaní i l'Estació Agut a Capellades, Moià i la Cova de les Teixoneres a Reus. Al País Valencià les primeres restes de poblament també corresponen al Paleolític mitjà amb els jaciments principals de la Cova Negra (Bellús i Xàtiva), la Cova de la Petxina (Bellús) i la Cova del Cochino (Villena) amb restes dels nenadertals. A les Illes Balears en sentit estricte (Mallorca i Menorca) els primers artefactes humans s'han trobat a la Cova del Canet de Mallorca i s'han datat de 7220 aC. Els primers fòssils humans s'han trobat a la Cova de Muleta de Sóller que, datats amb el carboni 14, han donat uns 5.500 anys d'antiguitat. La cultura dels talaiots no apareixeria fins 1.500 anys després. A Eivissa, es detecten uns canvis de fauna a la Cova d'es Pouàs (datats del cinquè mil·lenni) difícils d'explicar sense la intervenció humana (Alcover, 1994)
A l'illa de Mallorca la seva extensió superficial (3.600 km²) permet considerar-la com un únic territori de captació de recursos d'una població caçadora recol·lectora D'acord amb Gamble (1990) l'illa hauria d'estar poblada per més d'una banda (aproximadament una banda és de 30 persones) i el màxim demogràfic seria d'unes 500 persones. Extrapolant aquesta dada, la totalitat dels Països Catalans (68.500 km²) estarien habitats, en el Paleolític per unes 10.000 persones. Els habitatges protegits com les coves proporcionen la majoria de restes que s'han conservat del Paleolític, per això s'estima que aquest tipus d'hàbitat està sobre-representat i que de la immensa majoria dels habitatges a l'aire lliure, segurament molt abundants, és difícil trobar-ne res. També s'ha de tenir en compte que els ossos no es conserven en terrenys àcids que són freqüents al nord del Llobregat, en determinats punts del País Valencià (com la Serra d'Espadà) i a la meitat de Menorca.
Les principals mostres d'art d'aquest període als Països Catalans es troben en coves del País Valencià com la Cova del Parpalló. Cap a final del Paleolític a Catalunya es trobarà en l'extrem nord de l'art rupestre en el que s'anomena art rupestre llevantí o “pintors de les serres” per exemple a la Cova del Cogul a les Garrigues. Al País Valencià estan testimoniades les eines de pedra típiques del Paleolític superior mediterrani successivament: Gravetià, Solutrià, Epigravetià i Magdalenià. Les coves més explorades són les del Parpalló i de les Meravelles (Gandia), de les Rates Penades i del barranc Blanc (Ròtova), de les Malladetes (Barx), del Volcà del Far (Cullera). El nivell amb restes del magdalenià i solutrià només s'ha trobat al Parpalló, l'abundor de troballes d'artefactes i d'art contrasta amb els poc fòssils d'ossos humans que s'hi han trobat. El País Valencià hi ha nombroses i famoses pintures prehistòriques de l'art rupestre llevantí (que arriben també als territoris veïns d'Aragó, Múrcia i Catalunya). Van des de les muntanyes de les comarques dels Ports i del Maestrat (amb l'emblemàtic grup del barranc de la Valltorta, Gasulla d'Ares) al centre del país Dosaigües, Aiora, Bicorb (Cova de l'Aranya) i fins a Alcoi (Cova de la Sarga). L'art rupestre llevantí mostra representacions esquemàtiques i dinàmiques de caceres. La cronologia d'aquestes representacions artístiques ha estat molt discutida si bé al principi es consideraven del Paleolític superior actualment es pensa que són del Neolític. A Mallorca i Menorca no s'ha testimoniat un poblament paleolític. Fins al Neolític, a la fi del tercer mil·lenni aC o començament del segon mil·lenni, no hi ha restes d'un poblament generalitzat.
El Neolític significa una revolució en passar d'una economia humana basada en la caça i la recol·lecció a una altra agrícola i ramadera. Mesolític o Epipaleolític és el període de transició entre el Paleolític i el Neolític, quan el clima ja es va fer més càlid però encara no s'havia adoptat l'agricultura i la ramaderia. A Catalunya és típica la ceràmica impresa o montserratina més coneguda com la variant de la ceràmica cardial que estava estesa sobre gran part de Catalunya i que a més arribava més al nord amb la ceràmica impresa del Llenguadoc i cap al sud amb la ceràmica impresa del País Valencià. Va ser en el segon Neolític quan es van conrear les planes i les terres baixes i allí es feien els sepulcres de fossa que a la Península només es troben a Catalunya però que estan relacionats amb una cultura d'Europa Occidental (Chassey, Lagozza, Cortaillod), malgrat que els prehistoriadors van estar durant anys considerant-los una manifestació de la cultura d'Almeria. Al País Valencià les principals coves amb restes del Neolític són: la Cova de la Sarsa, a Bocairent, i la de l'Or, a Beniarrés, amb ceràmica impresa cardial. Abans del 5000 aC, ja comença a la cova de l'Or el Neolític amb conreu de blat i ordi. Del megalitisme propi d'aquesta època Lluís Pericot va recollir 211 dòlmens catalans (a més de 46 dubtosos) situats en un mapa junt amb els del Rosselló (39 dòlmens).
A Catalunya, fa uns 4000 anys BP, l'esperança de vida era d'uns 26 anys.

### Edat antiga
Els Països Catalans no insulars compartien, abans de la colonització romana, la cultura dels ibers que s'estenia des de Montpeller a Alacant (aquesta ciutat va ser fundada, però, pel cartaginés Amílcar). Segons el grec Aviè els ibers eren diferents dels pobles limítrofs. En aquella mateixa època els púnics dominaven les Illes Balears. Les colònies gregues situades al litoral eren anteriors a la presència romana. Els romans van acabar dominant tot el territori dels actuals Països Catalans i la llengua llatina es va estendre després d'un període de bilingüisme iber/llatí com ho testimoniegen, per exemple, les monedes amb inscripcions bilingües. El llatí vulgar acabaria sent el fonament de la llengua catalana amb una conversió gradual que també queda reflectida amb la presència de paraules catalanes en documents escrits en llatí a partir del segle ix aproximadament.

### Edat mitjana: Antecedents i formació dels Països Catalans

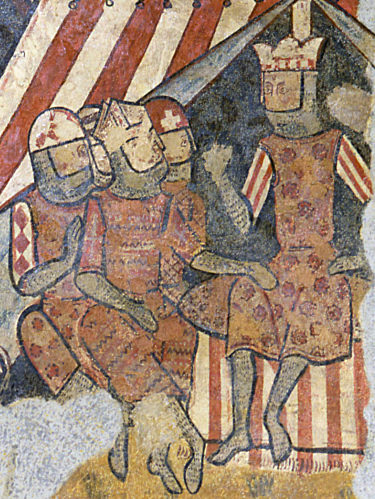
El rei Jaume I d'Aragó amb el bisbe de Barcelona Berenguer de Palou i els magnats Bernat de Centelles i Gilabert de Cruïlles durant la Conquesta de Mallorca (1229)
(Frescos del Palau Aguilar de Barcelona. MNAC)

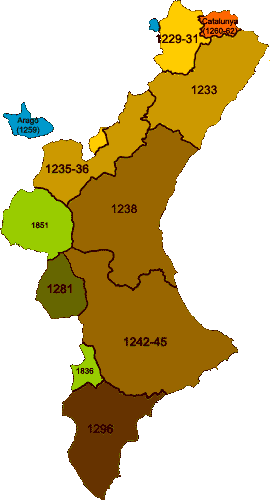
Mapa cronològic de la conquesta del Regne de València.

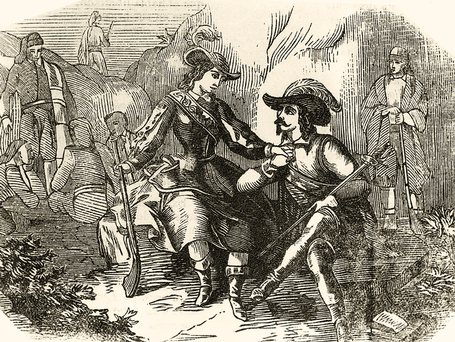
El bandolerisme de Serrallonga era de caràcter popular

El punt de partida de la història dels Països Catalans es pot considerar que arrenca durant la Corona d'Aragó amb la creació del Regne de València amb els Furs de València, a partir del 1238 o 1239. S'ha de tenir en compte que el terme concret "Països Catalans" no apareix documentat fins al 1876 en una obra del valencià Benvingut Oliver i Esteller.
El procés de poblament del Regne de València va ser un procés llarg que no s'acabarà fins al segle xvii, després de l'expulsió dels moriscos. La població del Regne de València, des del principi, era d'origen divers (catalans, aragonesos, navarresos, italians, etc.) encara que predominava la d'origen català i amb l'expulsió dels moriscos l'element catalanoparlant encara s'enfortí més. Al conjunt de la Corona d'Aragó els catalanoparlants representaven prop del 80% de la població.
Socialment, el feudalisme, al segle xvii, si bé va quedar debilitat en el cas de la Catalunya Vella, però tanmateix sense desaparéixer mentre a la resta del territori de Catalunya, les Illes i al País Valencià, el feudalisme va seguir sent molt poderós.

### Edat moderna
Els Països Catalans es van trobar durant l'edat moderna envoltats per la formació d'un poderós bloc feudal hispànic al sud-oest i la d'un poderós bloc feudal francès pel nord. Les poderoses monarquies veïnes van representar pels Països Catalans: 
- L'entronització de la dinastia Trastàmara. Amb l'entrada del adelantado mayor de Castilla, Diego Gómez de Sandoval, desfent el Parlament de Vinaròs, un exèrcit castellà entrava per primera vegada als Països Catalans.

- La reorganització institucional de Ferran el Catòlic qui representava els interessos del bloc feudal hispànic o espanyol.

- La introducció de la Inquisició castellana per Ferran II, la qual en pocs anys deixà d'usar la llengua catalana i contribuí a la castellanització de la societat.

- El feudalisme hispànic derrotà les Germanies, en el cas de Catalunya la noblesa catalana no comptava encara amb el suport de cap bloc nobiliari hispànic. També l'expulsió dels moriscos estava -i és clar que ara i aquí no estem parlant des de l'òptica morisca- fou feta en base orientada a no perjudicar el poder feudal però perjudicava i debilitava la pagesia i la societat urbana.

- El Bandolerisme als Països Catalans es pot interpretar com una resposta de rebuig al nou estat feudal. Es presenta d'una banda, un bandolerisme popular camperol i de l'altra un bandolerisme nobiliari. El bandolerisme a Catalunya acaba amb la Guerra dels Segadors, al País Valencià durarà encara més.

- La Guerra dels Segadors (1640-1652) va ser una guerra de secessió de Catalunya pel descontentament de com era tractada per Castella.

- Entre 1705 i 1715 els Països Catalans i Aragó defensaven un model polític diferent del borbònic centralista, volien un model federal i respectuós amb els territoris històrics.

El 1659 amb el Tractat dels Pirineus Lluís XIV de França va obtenir de manera definitiva la després anomenada Catalunya del Nord, si bé al principi aquest territori conservà certa autonomia amb l'arribada del segle xvii el rei francès va deixar clar que literalment, "li repugnava" l'ús de la llengua catalana en els seus territoris.
La Guerra de Successió Espanyola i el triomf dels borbònics va significar la pèrdua de l'autonomia política dels Països Catalans i la imposició per la força de les armes del centralisme castellà. El 1707 el Regne de valència va ser ocupat per les forces borbòniques i va perdre també el seu dret civil propi. Després de l'11 de setembre de 1714 la Catalunya derrotada conservà, tanmateix, el seu dret civil.
Al conjunt dels Països Catalans durant el segle xviii, la distribució dels beneficis de la renda de la terra serà, encara, majoritàriament feudal situació més accentuada al País Valencià i Mallorca, però en el cas de Catalunya en acabar el XVIII, la capacitat mercantil del Principat era més intensa i cap a finals del xviii, una part del capital acumulat va anar a la fabricació d'indianes, mentre que en canvi fracassaria la sederia valenciana, però Alcoi s'industrialitzà basant-se en el tèxtil de la llana i el treball familiar dels pagesos, més que no pas en el comerç colonial.

### Edat contemporània

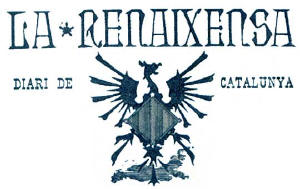
La capçalera de La Renaixensa fou dissenyada per Lluís Domènech i Montaner el 1880. Conjuga l'escut de Catalunya amb l'au Fènix.

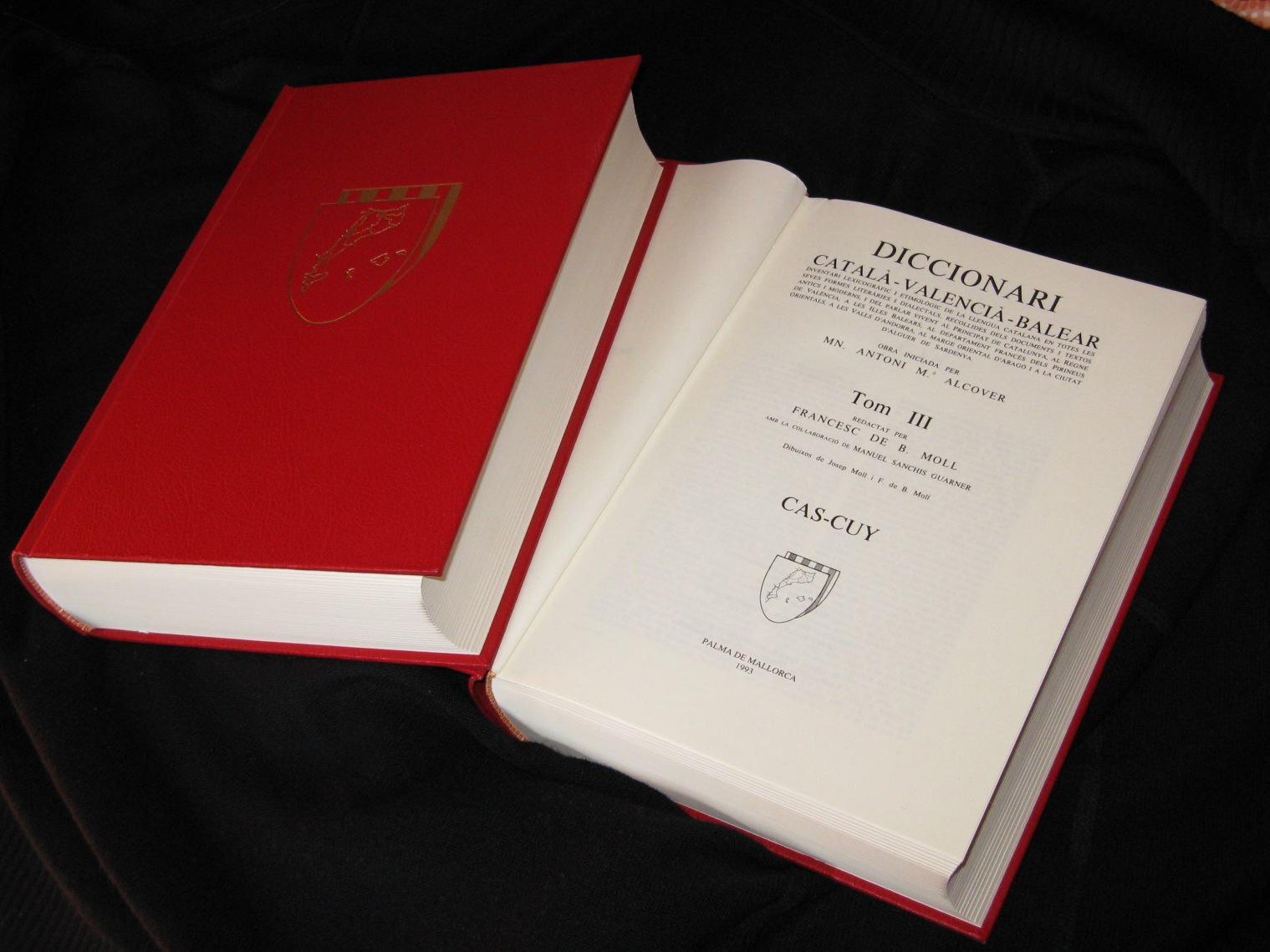
La versió impresa del Diccionari català-valencià-balear

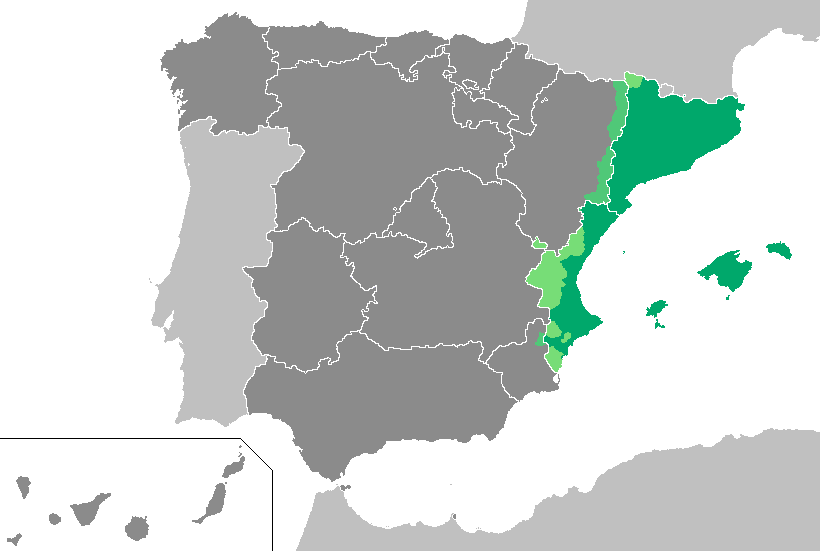
L'idioma català a Espanya
Territoris catalanoparlants on el català és oficial
Territoris catalanoparlants on el català no és oficial
Territoris històricament no catalanoparlants on el català és oficial

El segle xix va estar dominat per la inestabilitat política, de primer la Guerra del Francès napoleònica dins una situació de guerra internacional i després per les tres Guerres Carlines. Mentrestant administrativament, el 1833, tot el territori espanyol va ser dividit en províncies, cosa que va provocar protestes a Catalunya, on es veia com una divisió de l'anterior província única de Catalunya en quatre províncies no relacionades entre elles. Fins i tot el govern espanyol donava suport al fet que la província de Barcelona portés el nom de Província de Catalunya. En el cas del País Valencià la divisió provincial efectiva va suposar que territoris castellanoparlants que mai havien format part del Regne de València formessin part de les tres províncies. Aquest és el cas de la Plana d'Utiel o de la comarca de Requena, per exemple.
Durant la segona meitat del segle xix es va produir la Renaixença catalana, moviment social i cultural que reivindicava la renaixença del català com a llengua literària i de prestigi després de segles de foscor i decadència. Durant aquesta època també va sorgir el catalanisme polític, que reivindicava l'autonomia política de Catalunya i l'oficialitat del català. Tota aquesta renaixença catalanista, que va aconseguir ser transversal, ja que s'hi va afegir tant la burgesia com la classe obrera, va culminar en la Mancomunitat de Catalunya, primera reunificació política de Catalunya i primera institució catalana des del 1714, i durant la segona república espanyola, en la restauració de la Generalitat de Catalunya.
La Guerra Civil espanyola també s'ha considerat, en part com una guerra carlista. Durant aquesta guerra tant València com Barcelona van ser capitals de la República espanyola. Als Països Catalans hi havia partidaris dels dos bàndols enfrontats. Catalunya havia estat considerada "bastió de la República". Les divises que entraven per l'exportació de les taronges valencianes ajudaren al govern republicà a mantenir la guerra, la ciutat de València no va caure fins als darrers dies de la guerra.
Catalunya i el País Valencià visqueren durant la guerra una autèntica revolució social, política i econòmica amb col·lectivitzacions tant en el camp com en la indústria.
Mentre Menorca va restar fidel al govern republicà, Mallorca i Eivissa aviat van caure en mans dels franquistes i des d'allí els avions bombardejaven Barcelona. No va ser aquesta l'única vegada que els territoris dels Països Catalans lluitaven els uns contra els altres.
Durant el franquisme es va reprimir durament la llibertat política, de premsa, d'expressió, els Països Catalans i el català, i se'n va prohibir el seu ensenyament i el seu ús públic. Amb l'entrada en el període de transició democràtica es va recuperar el català a les escoles en territori espanyol. En aquell moment es va fer la nova Constitució de l'estat el 1978 que va prohibir la federació. També es van fer els Estatuts d'Autonomia, que senyalaven el català com a llengua oficial de les comunitats autonomes de Catalunya, el País Valencià i les Illes Balears.
Durant aquests últims anys es pot destacar el procés a Catalunya que es va convertir en un referèndum l'any 2017 i posteriorment en una declaració d'independencia anul·lada per l'estat espanyol.

## Llengües

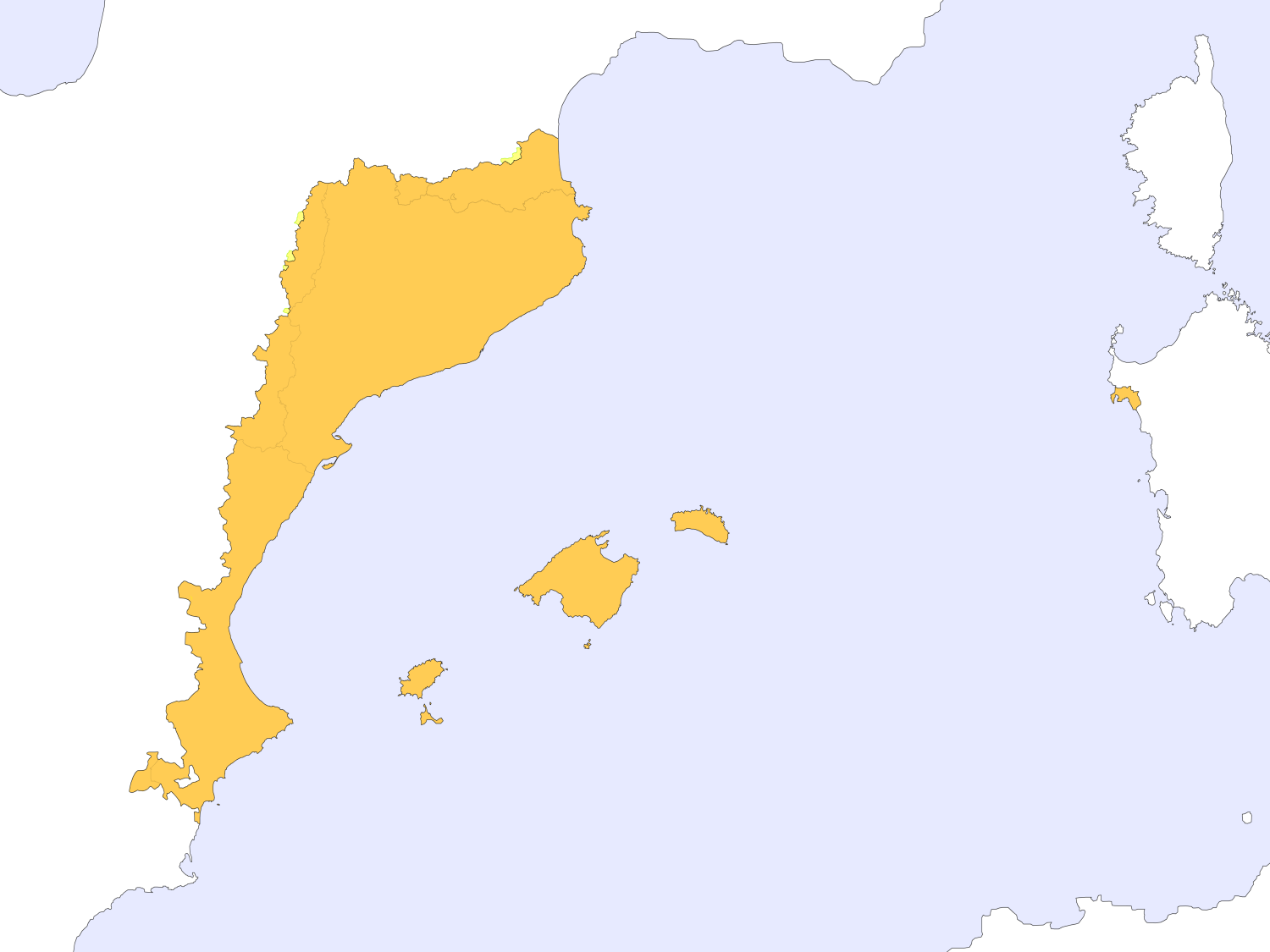
Territoris de llengua catalana.

Mapa cronològic que mostra l'evolució territorial de les llengües del sud-oest d'Europa entre les que apareix el català.

La llengua pròpia dels Països Catalans és el català, que, informalment, en molts llocs rep el nom popular del gentilici (com mallorquí, menorquí, alguerès, etc.), o un nom merament local (solleric, maonès, fragatí, favarol, gandesà, ampostí, vinarossenc, santmateuà), aproximatiu ("aquí parlem normal", "ni valencià ni català") o vergonyant (xapurriat, xapurriau, xapurriao, a la Franja); patuès o patois (Catalunya del Nord); només al País Valencià el gentilici té reconeixement oficial: valencià). S'exceptuen les comarques occidentals i meridionals del País Valencià, on es parla el castellà, i la Vall d'Aran i la Fenolleda, on es parla l'occità. La llengua catalana és l'única llengua oficial a Andorra, és oficial (novament, i després d'un llarg parèntesi, des de 1978) a Catalunya, al costat del castellà i l'aranès; i també és oficial conjuntament amb el castellà al País Valencià i a les Illes Balears. A la Catalunya Nord, des de 2007, té la consideració de llengua cooficial junt amb el francès, i a la Fenolleda, l'occità. Amb la cooficialitat a la Franja (1999), la llei de promoció de la cultura de Sardenya del 1997, aquests dos territoris gaudeixen d'un reconeixement tanmateix modest per al català, si bé el seu ensenyament és encara minoritari. Al Carxe, no té cap reconeixement com a llengua pròpia.
L'actual extensió del català té el seu origen a la Corona d'Aragó, on era la llengua dominant i més parlada, parlada pel 80% de la població.
Per a definir els Països Catalans, no es tenen en compte els processos de castellanització o afrancesament a les grans urbs (València, Alacant, Perpinyà, etc.) que s'han dut a terme des del segle xix fins a l'actualitat. Per contra, s'accepten com a castellanes altres zones que abans eren de llengua catalana com Oriola.
Malgrat ser la llengua pròpia i històrica dels Països Catalans, el català es troba a gairebé tot el territori en una situació de minorització i comparteix l'espai lingüístic amb les llengües oficials esmentades adés, a més de l'occità i nombroses llengües de la immigració, entre elles el xinès, el quítxua, l'anglès, l'urdú, l'àrab, l'amazic, el wòlof i el mandinga. Els parlants del català com a llengua materna són una minoria important als Països Catalans, uns 5,2 milions d'un total de 14 milions, i amb els que l'han après, una modesta majoria d'entre 8 i 9 milions. En canvi, si al nombre dels que tenen el castellà com a primera llengua, s'afegeix tots aquells que el saben parlar, l'espanyol hi és la llengua més parlada.
Segons dades de la UNESCO el català és actualment la vint-i-dosena llengua més traduïda a altres llengües del món. Segons un estudi de Jordi Mas, de Softcatalà, el català és la vint-i-sisena llengua més emprada a Internet.

### Història

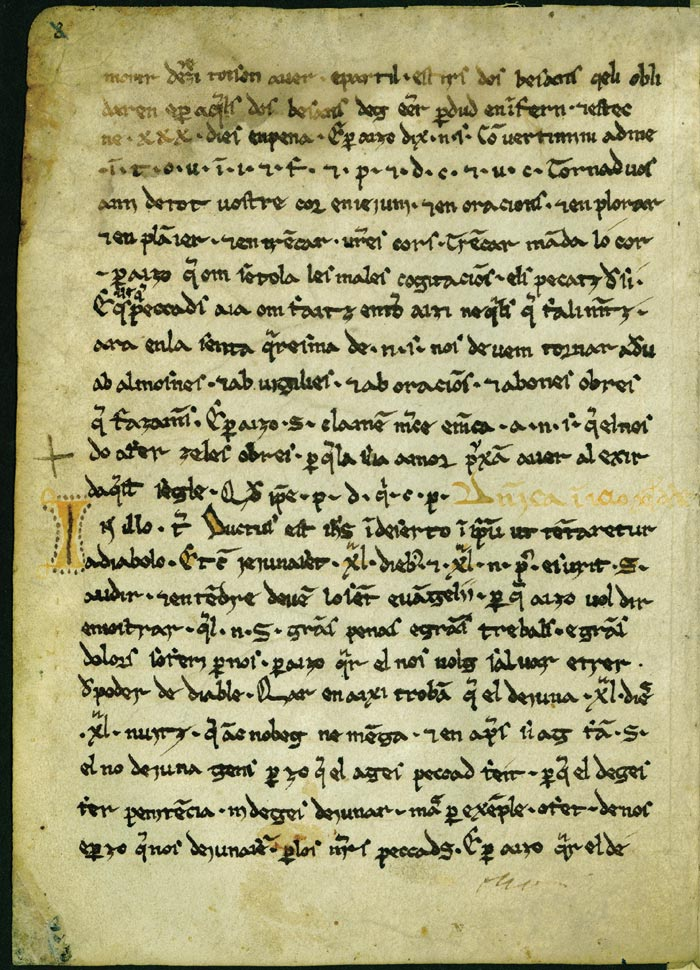
Les Homilies d'Organyà són un dels primers documents literaris més antics escrits en català.

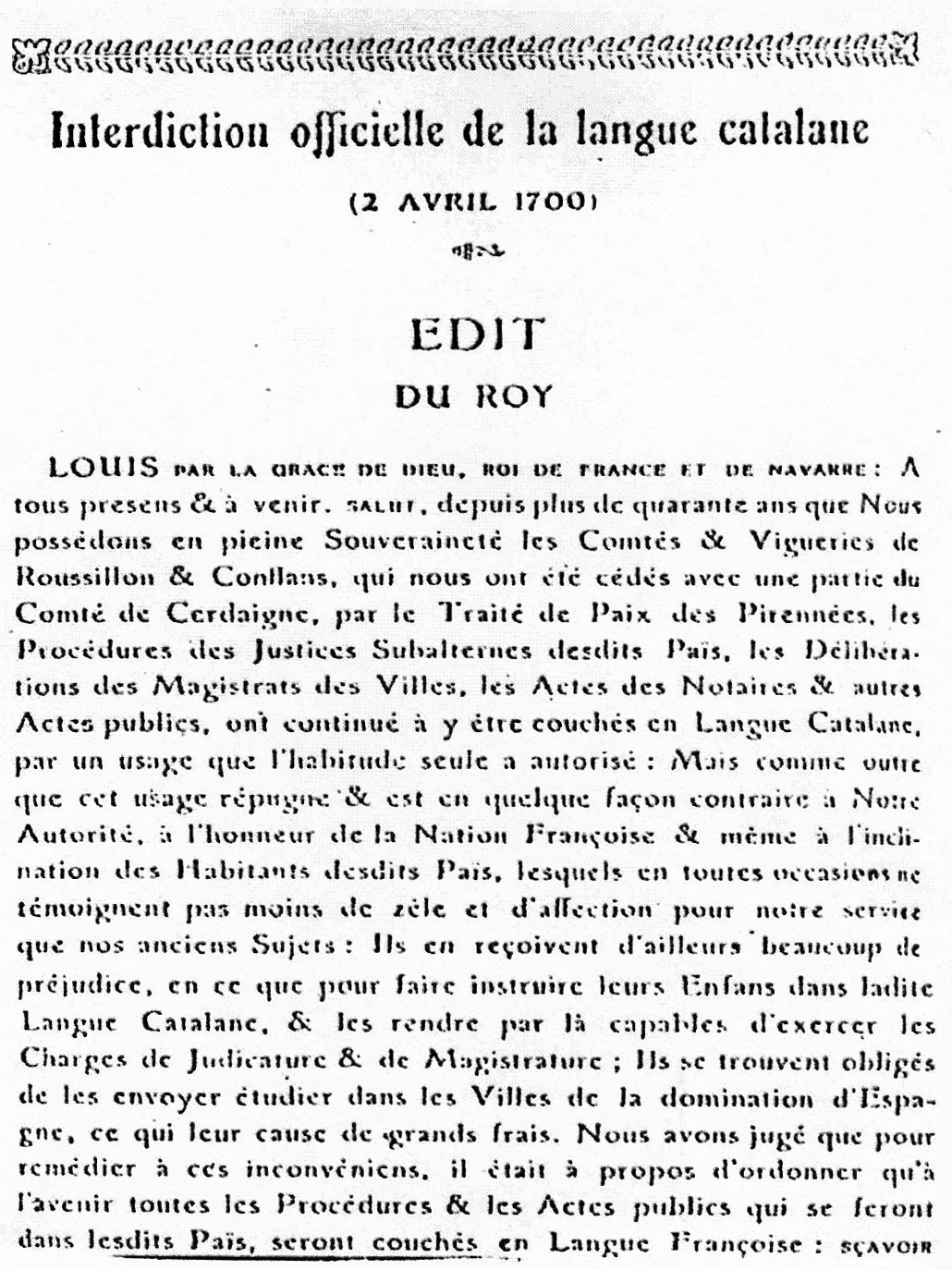
Decret de prohibició de la llengua catalana al Rosselló, Conflent i la Cerdanya del 2 d'abril de 1700.

Els primers testimonis de català escrit són del segle ix, encara que el primer document considerat literari en català són les Homilies d'Organyà, del segle xiii. Fins als segles xvi i xvii, quan comença el retrocés de la llengua enfront del castellà, el català s'estén i la seva literatura es desenvolupa amb autors com ara Ramon Llull (s. xiii – s. xiv), Ausiàs March i Joanot Martorell (s. xv).
L'ús del català fou prohibit al Principat de Catalunya en el camp oficial des del Decret de Nova Planta (1716), al País Valencià (1707) i a Mallorca i Eivissa (1715). A Catalunya Nord ja s'havia aplicat una prohibició similar el 1700. Menorca va passar a sobirania britànica el 1713.
Aquestes prohibicions van restar excepte breus períodes durant la primera i segona república espanyola als territoris catalans d'Espanya i fins a l'entrada dels diferents estatuts d'autonomia entre el 1978 i el 1983, excepte a la Franja.
Des de la meitat del segle xiii fins a la fi del segle xiv, hom ha parlat el català al Regne de Múrcia, on hi havia components militars de la Corona d'Aragó i pobladors catalans. A la ciutat de Càller, a Sardenya, havia estat una llengua habitual fins al segle xviii. Durant el segle xix hi va haver importants colònies catalanoparlants a Saint Augustine (Florida) i a Algèria, que parlaven un dialecte extint, conegut com a patuet.
Al segle xix amb la Renaixença es produeix la recuperació del català com a llengua de cultura i posteriorment s'inicia un esforç normativitzador que culmina al segle xx amb diverses fites com ara l'obra de Pompeu Fabra i l'Institut d'Estudis Catalans. Durant el segle xix es considerava el català com un dialecte de l'occità arribat durant la reconquesta, o pels musulmans durant la retirada de Septimània. Un dels primers filòlegs que van creure que el català i el provençal són llengües diferents fou Friedrich Christian Diez.

### Nombre de parlants del català al món i coneixements

#### Territoris on té estatus oficial
| Territori     | Entén      | Sap parlar | Llengua habitual |
| ------------- | ---------- | ---------- | ---------------- |
| Catalunya     | 5.837.874  | 4.602.611  | 2.742.600        |
| País Valencià | 3.714.654  | 1.972.922  | 1.274.000        |
| Illes Balears | 749.100    | 600.500    | 404.800          |
| Andorra       | 62.762     | 51.587     | 30.405           |
| Total         | 10.364.390 | 7.227.620  | 4.451.805        |

#### Territoris en els quals no té estatus oficial
| Territori                   | Entén              | Sap parlar         | Llengua habitual   |
| --------------------------- | ------------------ | ------------------ | ------------------ |
| L'Alguer (Sardenya, Itàlia) | 20.000             | 17.625             | 4.638              |
| Catalunya del Nord (França) | 203.121            | 125.622            | 11.703             |
| Franja de Ponent            | 38.853             | 35.031             | 30.386             |
| El Carxe (Múrcia)           | Sense dades (<697) | Sense dades (<697) | Sense dades (<697) |
| Resta del món               | Sense dades        | 350.000            | Sense dades        |
| Total                       | 261.974            | 528.278            | 46.727             |

#### Total
| Territori     | Entén       | Sap parlar | Llengua habitual |
| ------------- | ----------- | ---------- | ---------------- |
| Europa        | 10.361.184  | 7.405.898  | 4.453.098        |
| Resta del món | Sense dades | 350.000    | Sense dades      |
| Total         | 10.361.184  | 7.755.898  | 4.453.098        |

#### Coneixement del català (2003-2004)
| Territori          | Parlar | Entendre | Llegir | Escriure |
| Catalunya          | 84,7   | 97,4     | 90,5   | 62,3     |
| País Valencià      | 57,5   | 78,1     | 54,9   | 32,5     |
| Illes Balears      | 74,6   | 93,1     | 79,6   | 46,9     |
| Catalunya del Nord | 37,1   | 65,3     | 31,4   | 10,6     |
| Andorra            | 78,9   | 96,0     | 89,7   | 61,1     |
| Franja de Ponent   | 88,8   | 98,5     | 72,9   | 30,3     |
| L'Alguer           | 67,6   | 89,9     | 50,9   | 28,4     |

(% de la població de 15 i més anys).

#### Ús social
| Territori          | A Casa | Al Carrer |
| Catalunya          | 45     | 51        |
| País Valencià      | 37     | 32        |
| Illes Balears      | 44     | 41        |
| Catalunya del Nord | 1      | 1         |
| Andorra            | 38     | 51        |
| Franja de Ponent   | 70     | 61        |
| L'Alguer           | 8      | 4         |

(% de la població de 15 i més anys).

#### Llengua materna
| Territori          | Persones  | Percentatge |
| Catalunya          | 2.813.000 | 38,5%       |
| País Valencià      | 1.047.000 | 21,1%       |
| Illes Balears      | 392.000   | 36,1%       |
| Andorra            | 26.000    | 33,8%       |
| Franja de Ponent   | 33.000    | 70,2%       |
| Catalunya del Nord | 35.000    | 8,5%        |
| L'Alguer           | 8.000     | 20%         |
| TOTAL              | 4.353.000 | 31,2%       |

Fonts: Vídeo i notícia que explica l'ús del català extret d'un estudi de la Generalitat.

## Política

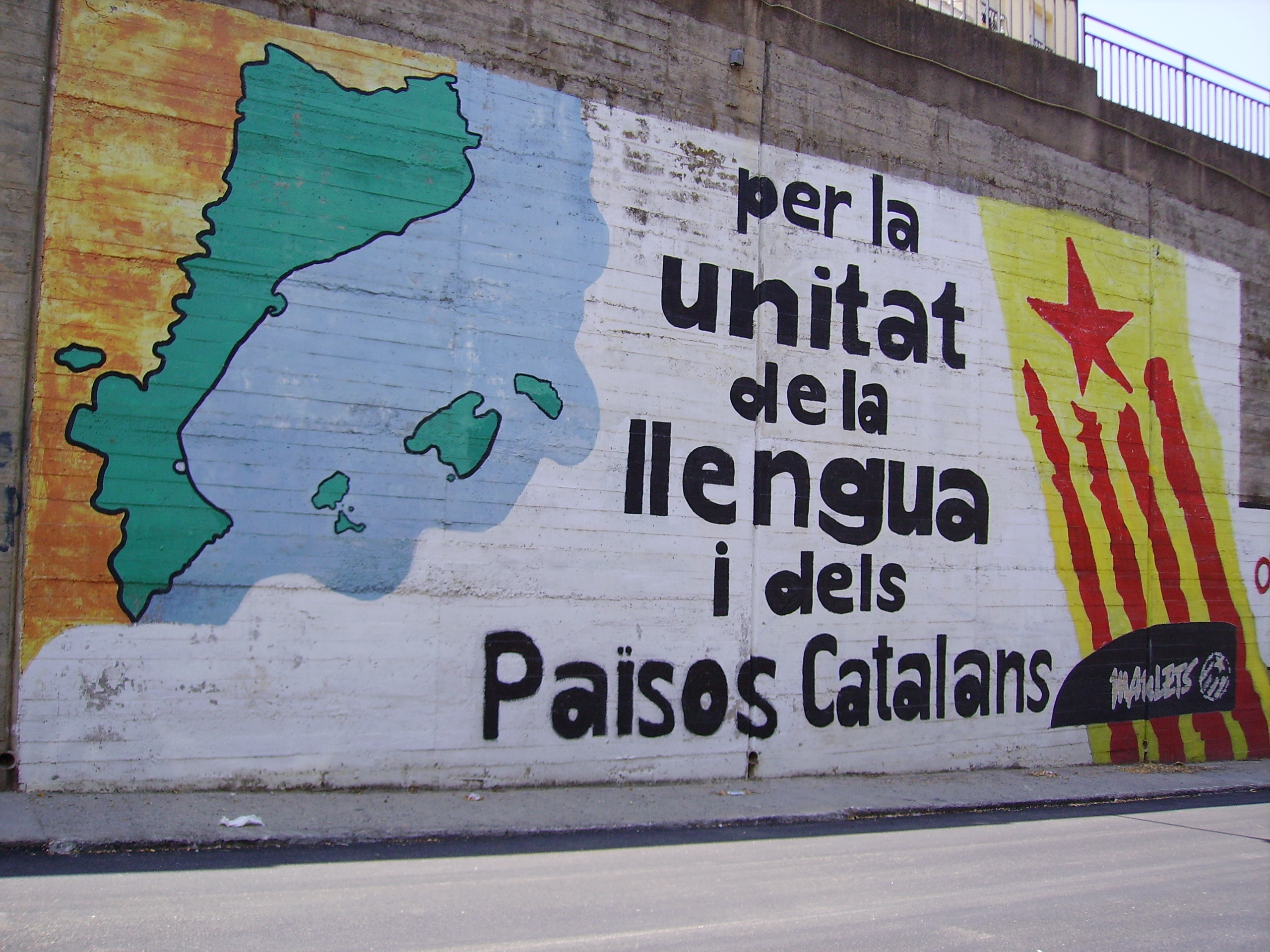
Mural de l'organització independentista Maulets a Argentona, amb el lema per la unitat de la llengua i dels Països Catalans.

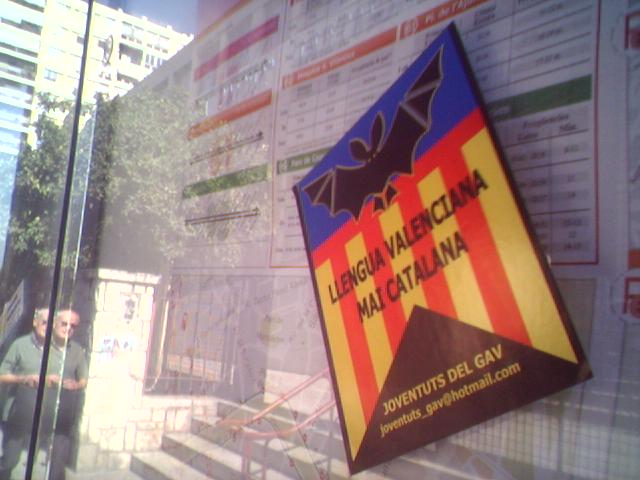
Adhesiu del GAV rebutjant la unitat de la llengua.

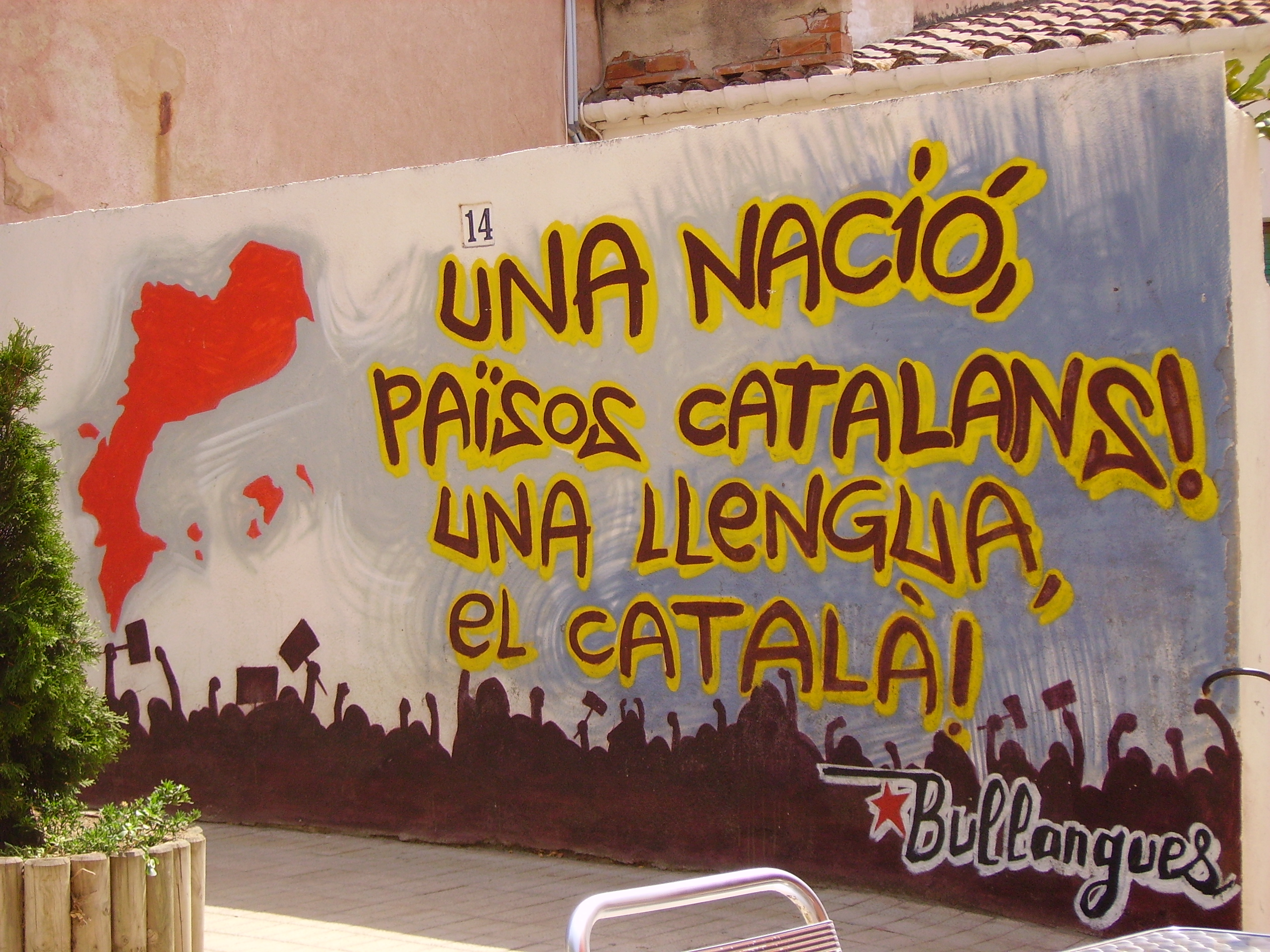
Mural a Vilassar de Mar defensant la unitat de la llengua.

Els Països Catalans no estan reconeguts com a entitat política. De fet, estan fragmentats en diverses regions amb diversos graus d'autonomia política, pertanyents a Espanya, França, Itàlia i Andorra. Hi ha un corrent polític que propugna la independència dels Països Catalans i la creació d'un estat català (vegeu independentisme català). Altres corrents polítics catalanistes utilitzen el terme «Països Catalans» com a sinònim de «territoris de parla catalana», sense considerar que hagin de formar una entitat política independent.
Alguns independentistes proposen l'ús del terme Catalunya per referir-se a la totalitat dels Països Catalans, però aquesta proposta no s'ha adoptat de manera significativa; no hi és una proposta consensuada i, a més a més, molts consideren que ha estat rebutjada per bona part de les gents que viuen als territoris esmentats. Altres matisen que aquest rebuig és relatiu, com el del concepte de 'Països Catalans' en general, atès que ha arribat a les masses en versió distorsionada per mitjans de comunicació poderosos que són hostils a la recuperació nacional d'aquests territoris.
El valencià Joan Fuster en el seu assaig "Nosaltres, els valencians" publicat el 1962, utilitza el terme Països Catalans amb un significat més polític que lingüístic, com a concepte d'una nació, el poble català, el qual hauria d'aspirar a un llaç polític i a la independència d'Espanya i de França (d'aquesta unió política se sol exceptuar L'Alguer). A això fa referència l'expressió «de Salses a Guardamar i de Fraga a Maó». Aquesta idea política que aspira a la unió política dels "Països Catalans" és anomenada catalanisme o pancatalanisme.
Diverses organitzacions armades catalanes al llarg del temps han reivindicat la creació dels Països Catalans, entre elles l'Exèrcit Popular Català (EPOCA) i Terra Lliure. Aquesta última es definia a si mateixa en el seu document de constitució com a organització revolucionària que lluita per la independència total dels Països Catalans i emprava crides com Independència o mort! Visca la lluita armada! Una sola nació, Països Catalans! En l'actualitat aquestes organitzacions ja no existeixen.
Hi ha altres corrents polítics que rebutgen l'ús del terme «Països Catalans» juntament amb qualsevol proposta d'unitat política d'aquests territoris. En els casos més extrems, com és el cas del blaverisme, hi ha sectors que ho consideren com una imposició de Catalunya cap als altres territoris, i neguen fins i tot la unitat de la llengua catalana; alguns observadors com el sociòleg Vicent Flor i Moreno, fundador de la Joventut Valencianista, destaquen que en aquests sectors predomina un fort nacionalisme espanyol com el que exemplifica España 2000, més que no pas la defensa de peculiaritats autòctones.
En l'actualitat, les úniques institucions de govern dels territoris compresos que reconeixen l'existència dels Països Catalans són el Consell General dels Pirineus Orientals i un nombre d'ajuntaments, alguns dels quals han batejat vies públiques amb aquest nom. Per exemple, hi ha una plaça dels Països Catalans a Barcelona, batejada així en plena Transició, tot i que l'Ajuntament de Barcelona és ben lluny de simpatitzar amb el concepte.

## Economia
La principal activitat econòmica dels Països Catalans és el turisme; suposa no només la major part dels ingressos sinó, lògicament, el sector que directament i indirectament ocupa a més treballadors i treballadores al llarg del territori català. Aquesta gairebé exclusivitat econòmica planificada per grans empreses (tant hoteleres com constructores) ha provocat un greu perjudici ambiental: la major part de la costa, entre Perpinyà (Catalunya Nord) i Guardamar (sud del País Valencià) està construïda, sent poques les zones verges i sense edificacions. Exactament igual ocorre a les Illes Balears i Pitiüses, on si cap aquest procés edificador s'ha vist multiplicat. Així mateix, en els últims temps s'ha vist un procés urbanitzador a les comarques de l'interior, sobretot a les zones pirinenques al voltant de la construcció de grans complexos relacionats amb l'esquí.
Mentre les elits aposten per una economia de sol i platja, els recursos mediambientals escassegen (fonamentalment l'aigua potable) i es destrueixen la majoria dels paratges naturals dels Països Catalans. Al mateix temps, aquesta activitat econòmica centrada en el turisme produeix una gran estacionalitat laboral i precarietat en l'ocupació.
Així doncs, l'enorme preponderància del turisme i del sector terciari ha relegat a l'agricultura tradicional gairebé a la desaparició. Les directrius restrictives de la Unió Europea, la falta d'ajuda institucional, la competència exterior i la implantació de grans superfícies de distribució i venda que controlen els preus han provocat que els sectors agrícola i ramader es trobin en reculada i pel camí de la desaparició.
Els Països Catalans van ser de les primeres zones del sud d'Europa a industrialitzar-se vers el segle xix (Barcelona, Reus, Sagunt, Alcoi…), uns focus que van perdurar fins entrat el segle xx i que van donar origen a un poderós moviment obrer. A inicis del segle xxi l'impacte de la crisi financera global ha situat les taxes d'atur dels Països Catalans en valors per sobre del 20% (dades del 2012). La indústria tèxtil, química, petroquímica i de transformació (calçat, moble, etc.) que va superar el desmantellament dels anys vuitanta s'enfronta avui dia al fenomen de la deslocalització. En efecte, nombroses empreses instal·lades als Països Catalans han traslladat en els últims anys les seves factories a països del Tercer Món, a la recerca d'un major benefici empresarial a costa de reduir els costos laborals.

## Cultura i festes populars
Les festes populars als Països Catalans són el conjunt de festes tradicionals que se celebren als territoris de parla catalana. El foc és l'element més important de les festes tradicionals, la qual cosa hi denota una gran arrel pagana. És interessant notar que aquestes festes del foc, que també són ben presents arreu d'Europa i més enllà, tenen una altíssima acceptació a tots els Països Catalans, des de les Falles del Pallars Sobirà, les Falles d'Andorra i la Flama del Canigó fins a les Fogueres d'Alacant i les Falles, celebrades a 90 poblacions del País Valencià.
La pirotècnia és l'eix de moltes festes tant familiars com majors. Des de les traques de casament, passant per les mascletades, batalles de focs d'artifici anomenades "cordades" (com aquella de Paterna), la Patum de Berga, de la Festa Major de Vilafranca del Penedès i altres festes semblants, els castells de focs d'artifici (destaquen el Concurs Internacional de Focs d'Artifici de la Costa Brava celebrat a Blanes, la Nit del Foc de València, la "Palmera" d'Alacant, la Nit de l'Albà d'Elx i el Castell de l'Olla a Altea), els masclets que tenen tanta afició entre la jovenalla, i acabant amb les disparades de trabucs durant els moros i cristians, o les actuacions dels trabucaires. És interessant notar una tradició de focs d'artifici relativament nova, que són aquells de la Nit de la Bastila de Cotlliure i altres poblacions nord-catalanes.
Tot i així, hi ha festes populars on l'espectacle o les disfresses són prioritàries i el foc no està present, com les Danses de Guadassuar o la Muixeranga.

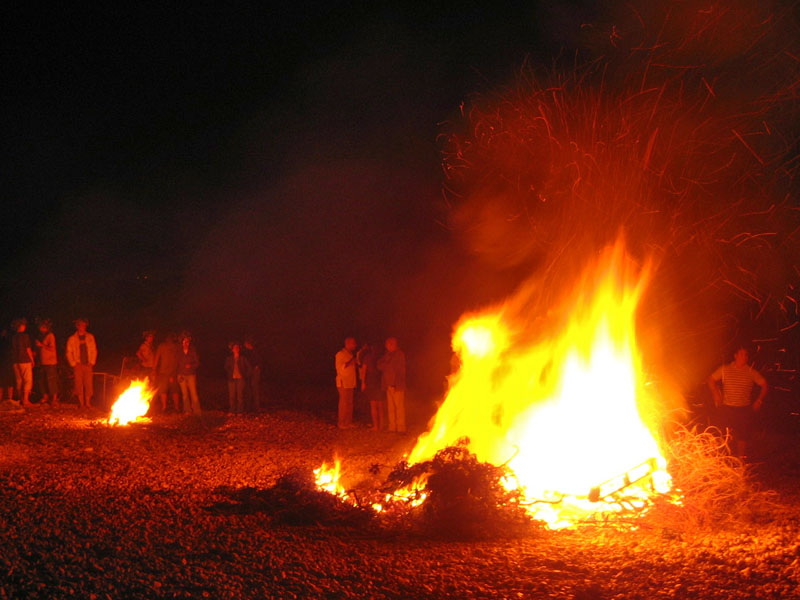
Foguera de la nit de Sant Joan a la platja de la Marina Alta
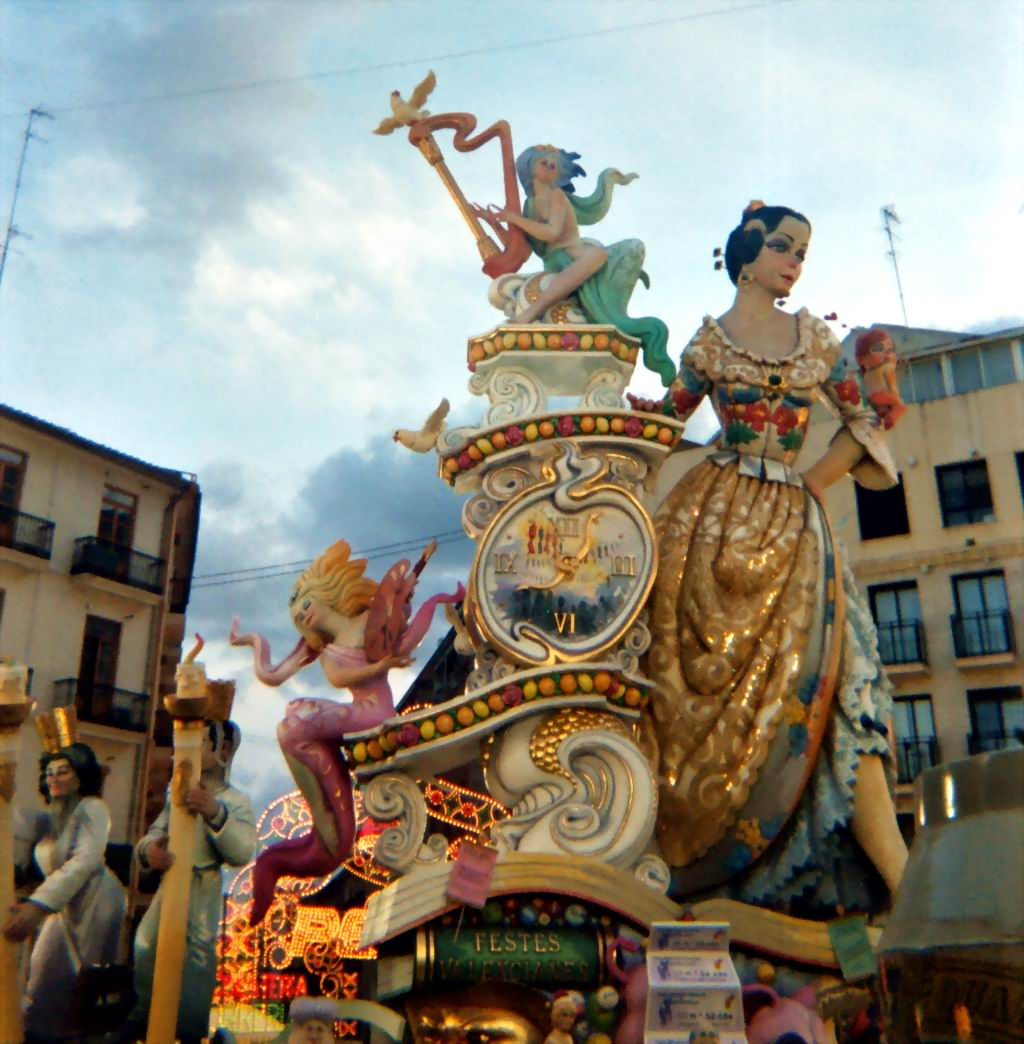
Les Falles
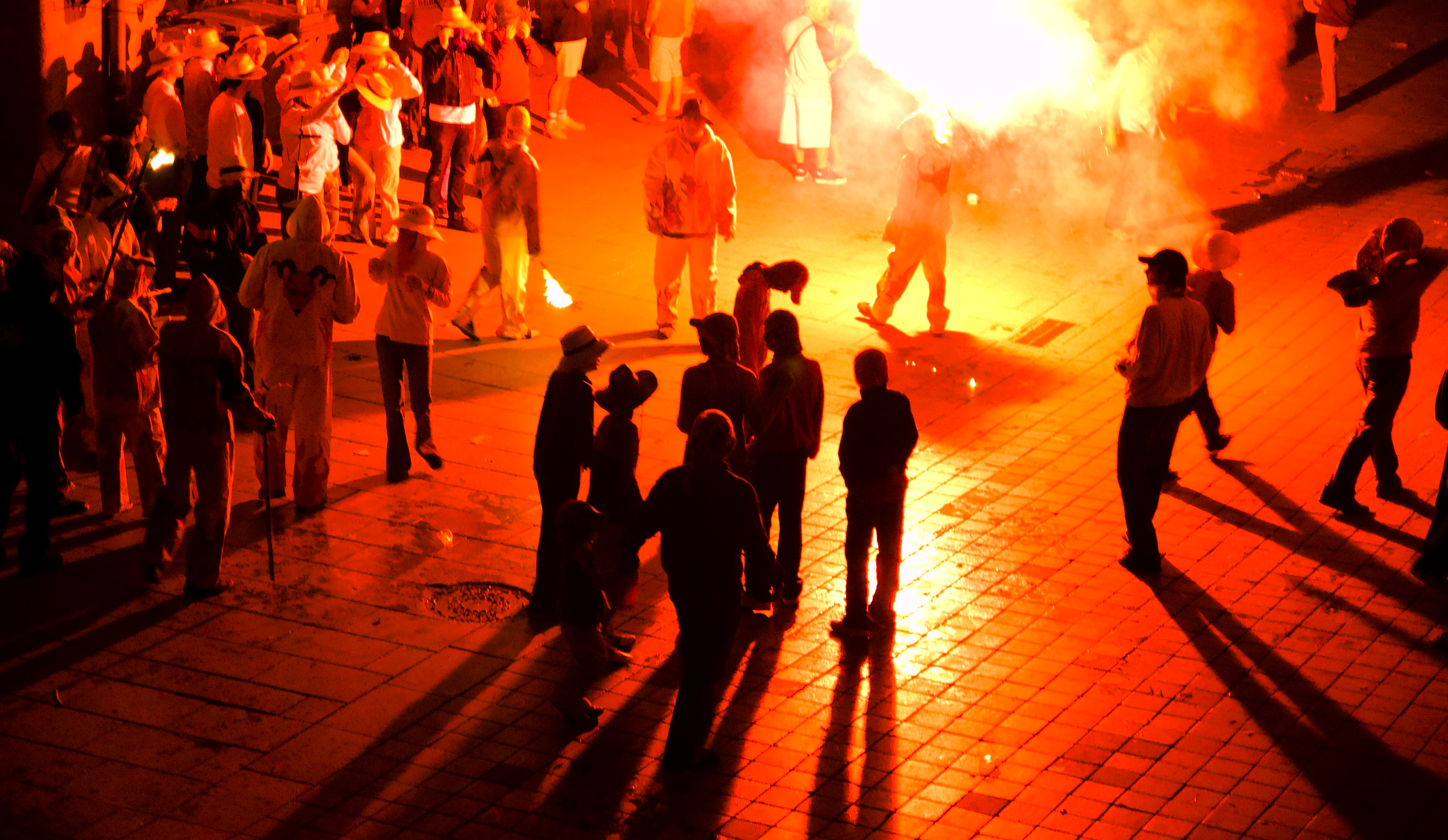
Correfoc de les Borges Blanques
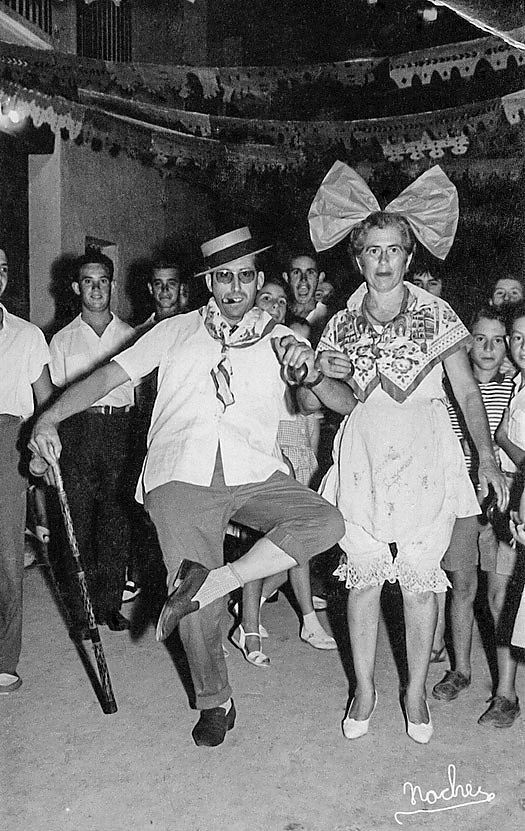
Danses de Guadassuar
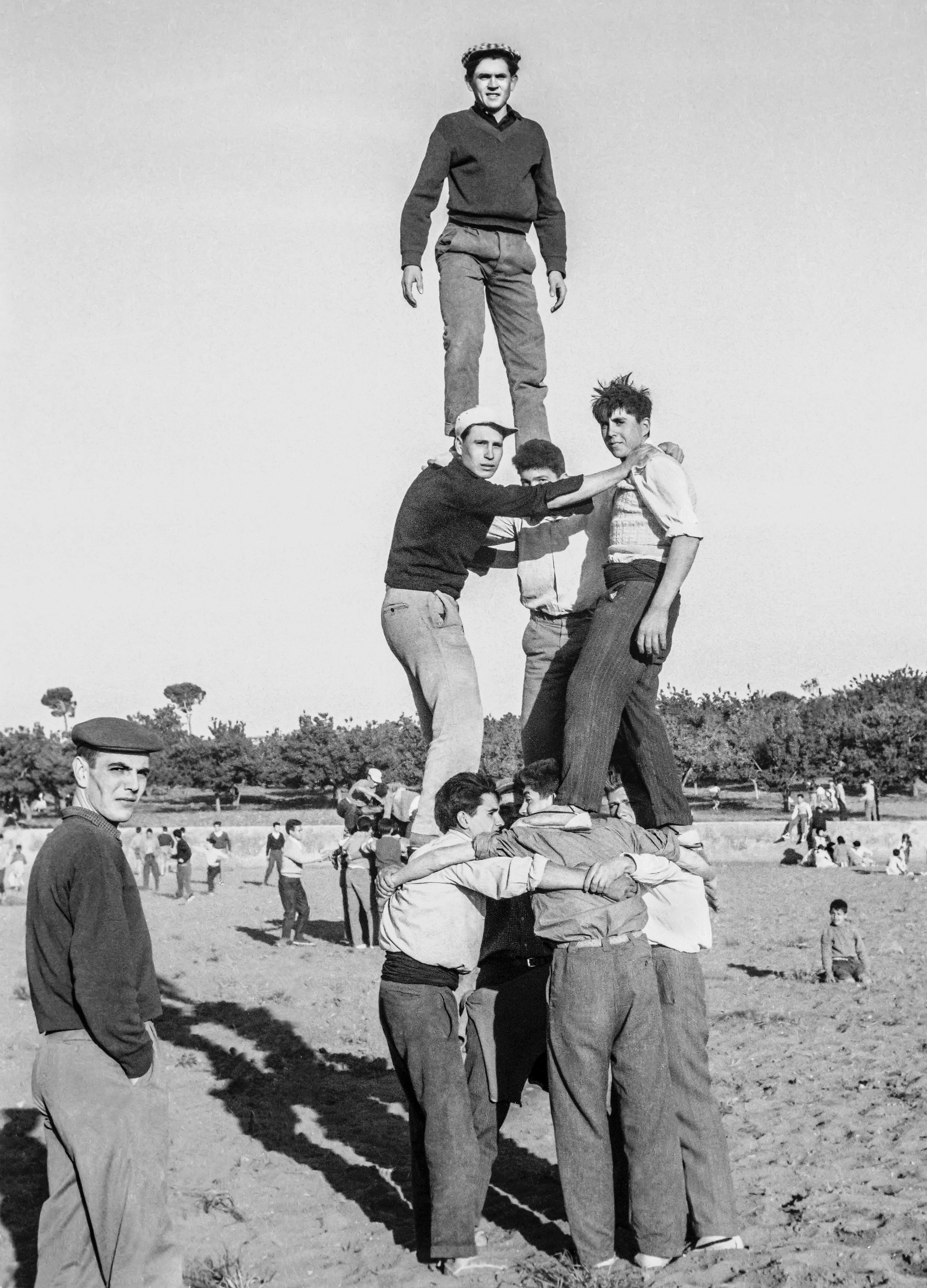
Muixeranga a Carlet, 1960

## Gastronomia

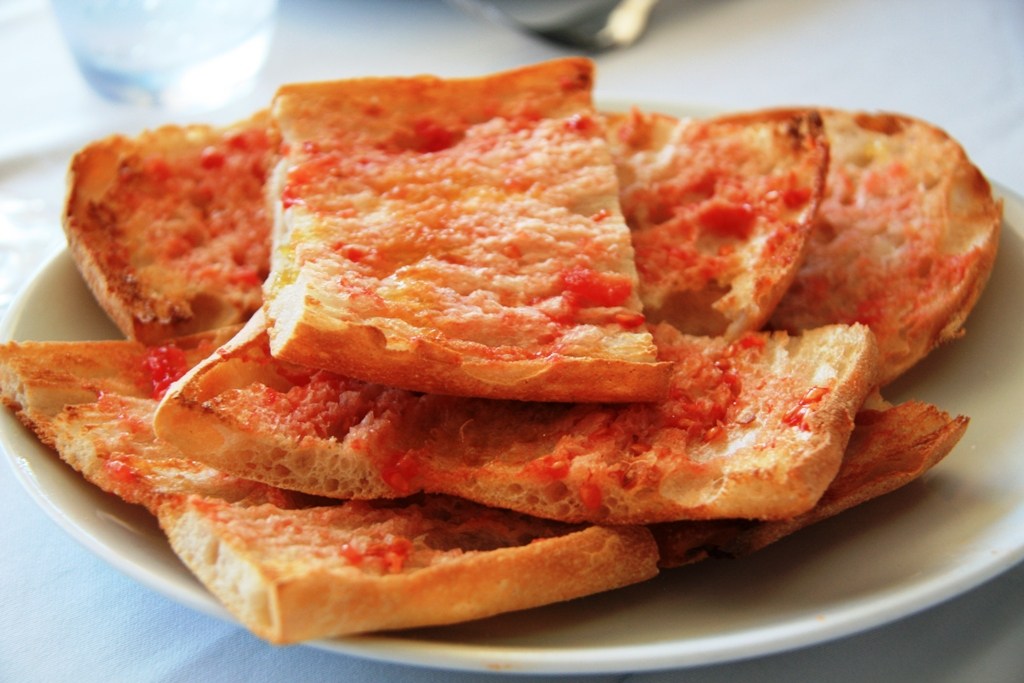
Llesques de pa amb tomàquet.

La cuina dels Països Catalans s'emmarca dins la cuina mediterrània i n'és un exemple típic. Sovint fa referència al menjar de l'actual Comunitat Autònoma de Catalunya i de la Catalunya del Nord, i ocasionalment, de la d'Andorra però alguns autors contemporanis - Josep Pla, Jaume Fàbrega, Eliana Thibaut i Comalada, Ferran Agulló i l'escriptor en llengua anglesa, Colman Andrews - parlen d'una gastronomia compartida de tota l'àrea cultural catalana, inclosos per tant el País Valencià, les Balears, la Franja de Ponent i Andorra i, per tant, seria la cuina més destacada dels Països Catalans. Altres autors consideren, però, que existeixen unes cuines valenciana i balear diferenciades: vegeu cuina del País Valencià i cuina de les Illes Balears. Pel que fa als governs del País Valencià i les Illes Balears, no donen suport a aquesta interpretació si bé tampoc no declaren el contrari, mentre que la Generalitat de Catalunya dona parers divergents segons la font consultada.
| «                                | Es tracta d'una cuina que parteix d'un territori, els Països Catalans –ho deia Josep Pla o un geògraf francès com Pierre de Fontaine–, d'una Història […] –el primer llibre europeu de receptes és català, el Llibre de Sent Soví, de 1324– i sobretot d'una consciència pròpia. Cal afegir l'existència d'una continuïtat bibliogràfica de la cuina catalana des del segle xiv fins ara… | » |
| — Jaume Fàbregas, Gastroteca.cat | |   |

D'altra banda, cal destacar-hi la presència local de cuines diferenciades en major o menor grau, com la xurra - a les comarques xurres i la Canal de Navarrés -, la castellana - al Baix Segura, la Vall de Cofrents i la Plana d'Utiel a més de parts de l'Alt Vinalopó, el Vinalopó Mitjà -, i l'occitana - a la Vall d'Aran i la Fenolleda. Igualment cal aclarir que la cuina catalana ha deixat petjada a Múrcia gràcies a la seua població històricament catalana i el contacte històric entre aquesta i els valencians.

### Història de la cuina dels Països Catalans

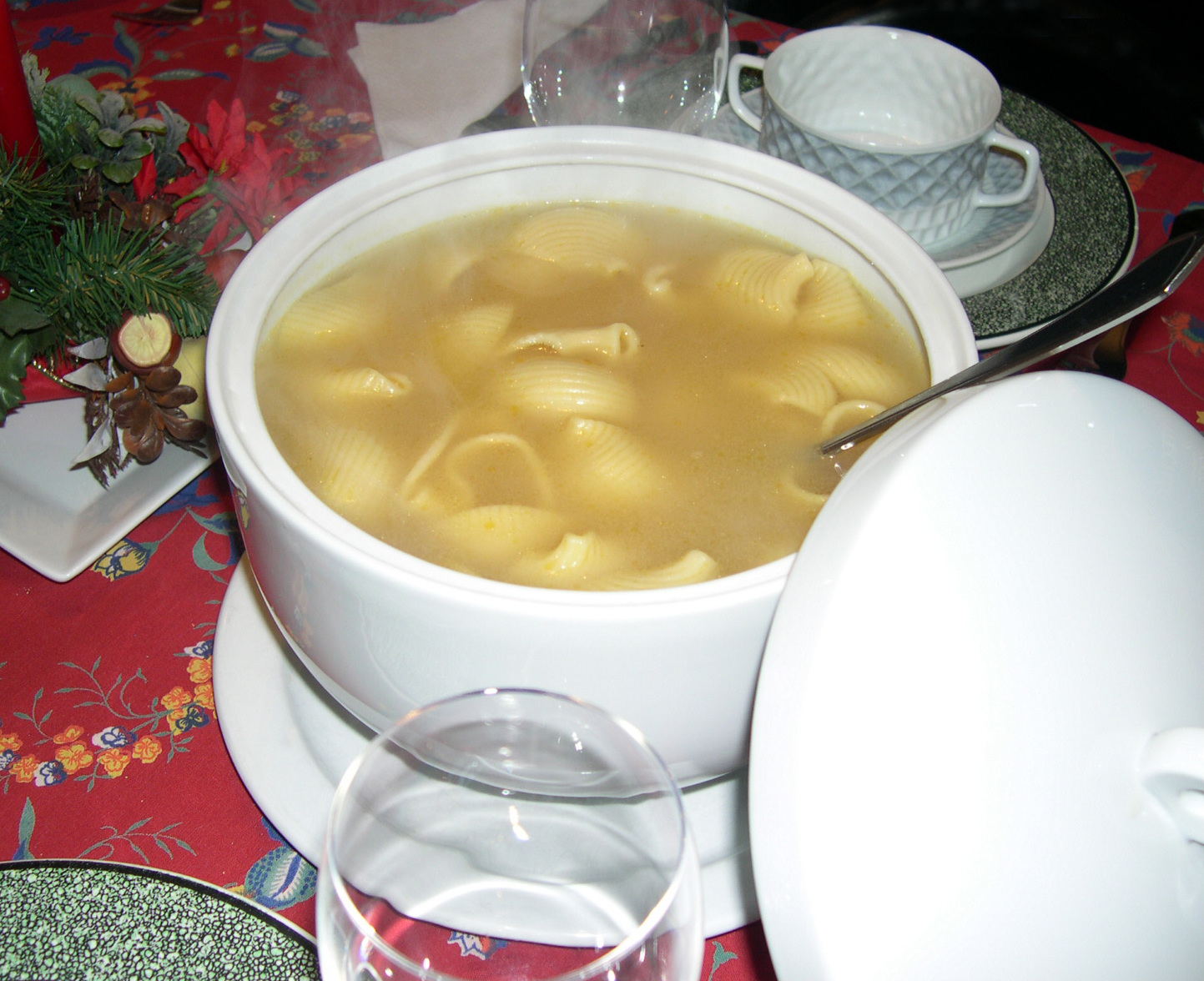
Escudella de nadal, plat insígnia de Catalunya.

El que mengem o bevem és fruit del passat i totes aquelles civilitzacions que han passat per aquests territoris han deixat una petjada en la cuina dels Països Catalans. La cuina catalana actual té característiques que han deixat els ibers, fenicis, grecs, romans, jueus i àrabs. També hi ha algunes aportacions de la cuina francesa i italiana. El descobriment d'Amèrica va aportar nous ingredients, actualment bàsics, com la patata i el tomàquet i la nova cuina americana també ha comportat canvis en la cuina tradicional.
Al Neolític al Baix Llobregat ja s'elaborava cervesa. L'arribada dels grecs, a Empúries, i els fenicis, a les illes Balears i al País Valencià, suposà un canvi d'hàbits importantíssim. Abans d'ells no es trobava ni oli d'oliva ni vi.
Des de 5.000 anys abans de Crist l'alimentació es basava en ordi vestit, blat de tipus espelta, mill, panís o blat de moro, llegums (es menjaven frescos o secs), fruits, peix, xai, cabra i porc. En alguns indrets del Pirineu es menjava cavall i fins i tot gos.
Els ibers ja elaboraven vi que venien als fenicis, cervesa i a la Cerdanya uns pernils exquisits lloats pels romans,«Cerretana mihi fiat vel missa licebit / de Menapis; lauti de petasone rorent» («que em serveixin el pernil del país dels ceretans i que no em trametin el del país del menapis, i que els desganats devorin la cuixa»). Emmagatzemaven molt de gra que menjaven en forma de pa i farines.

## Mitjans de comunicació
Als Països Catalans existeixen diferents mitjans de comunicació en català, els quals conformen l'anomenat espai català de comunicació. En l'àmbit de la premsa cal destacar l'edició en català de La Vanguardia i El Periódico de Catalunya, els diaris editats només en català El Punt Avui, Ara, Diari de Balears i L'Esportiu; la nombrosa premsa comarcal en català (Segre, Regió 7, Diari de Girona, El 9 Nou, etc.), les revistes en català (El Temps, Sàpiens, etc.) i els nombrosos diaris i mitjans digitals en català (VilaWeb, Racó Català, Nació Digital, Ara.cat, 324.cat, Directa, L'Accent, Catarsi, etc.). Pel que fa a la ràdio destaquen Catalunya Ràdio, À Punt FM, IB3 Ràdio i RAC 1 com a emissores generalistes, Catalunya Informació com a emissora d'informació 24 hores, i Catalunya Música, Ràdio Flaixbac, Flaix FM i RAC 105 com a emissores musicals. Finalment pel que respecta a la televisió cal fer esment de TV3, À Punt, IB3 Televisió i 8tv com a canals generalistes i El 33, 3/24, Canal Super3, Esport 3, Barça TV i RAC 105 TV com a canals temàtics.

## Àmbit educatiu
Amb la democràcia es va recuperar la llengua en l'àmbit educatiu. No obstant això, la introducció del català a les aules va ser molt desigual segons el territori. Així, mentre que a Catalunya i a les Balears s'ha adoptat un model lingüístic segons el qual el català és la llengua vehicular principal, al País Valencià els pares poden triar la llengua d'escolarització dels fills.

## Esports
Als Països Catalans, l'esport més popular és el futbol, on destaca el Futbol Club Barcelona (Barça) al costat d'altres equips com ara el València, l'Espanyol, el Llevant, el Vila-real i el Mallorca. Al bàsquet, al costat del Barça, equips com ara el Club Joventut Badalona (la Penya) i el Bàsquet Manresa han assolit diversos èxits. L'hoquei sobre patins té una llarga tradició a tots els territoris, especialment a Catalunya i el País Valencià. Altres esports d'equip amb tradició especialment a Catalunya són el handbol, on destaca el Granollers al costat del Barça; el rugbi (l'FCR  va ser membre fundador de la FIRA el 1934), amb la USAP de Perpinyà com a equip destacat; l'hoquei sobre herba, amb diversos equips de prestigi a la zona de Terrassa, i el waterpolo.
També cal destacar l'àmbit del tennis, amb Rafael Nadal com a màxim exponent; la natació, amb Mireia Belmonte i Ona Carbonell; les curses de muntanya, amb Kílian Jornet, i el món del motor, especialment el motociclisme, on han destacat nombrosos pilots de tots els territoris, entre ells Marc Márquez, Aspar, Jorge Lorenzo, Toni Bou, Laia Sanz i Marc Coma. A Catalunya es va originar un esport ciclista inspirat en el trial que s'ha exportat a la resta del món: el Trialsín, ara anomenat bicitrial o, simplement, trial. Al llarg dels anys, pilots com ara Ot Pi, Dani Comas i les bessones Abant hi han triomfat a escala internacional.
Hi ha també esports autòctons dels Països Catalans que hi gaudeixen de gran tradició i seguiment, com ara la pilota valenciana i les bitlles catalanes. Els castells, tot i no ser un esport com a tal, són una altra activitat que compta amb gran tradició a Catalunya i les illes Balears, a més del País Valencià sota la forma de la muixeranga.

## Demografia
Els territoris de llengua catalana tenen una població de 14.043.595 habitants (dades entre el 2019 i 2022). Juntament amb les comarques castellanoparlants del País Valencià (699.815 habitants) i les occitanoparlants de la Vall d'Aran (10.194 habitants) i la Fenolleda (7.147) sumen 14.760.751 habitants.
| Territori        | Població | % pop total   |
| ---------------- | --- | ------------- |
| Catalunya        | 7.770.689 habitants incloent-hi la Vall d'Aran. 7.760.495 habitants sense la Vall d'Aran.                                              | 51,55% 51,48% |
| País Valencià    | 5.097.967 habitants incloent-hi les comarques castellanoparlants. 4.398.152 habitants sense incloure les comarques castellanoparlants. | 35,6%         |
| Illes Balears    | 1.176.659 habitants. | 7,665%        |
| Catalunya Nord   | 482.765 habitants incloent-hi la Fenolleda. 475.618 habitants sense incloure la Fenolleda.                                             | 3,086% 3,048% |
| Andorra          | 81.588 habitants. 38.867 habitants amb nacionalitat andorrana.                                                                         | 0,59% 0,22%   |
| Franja de Ponent | 108.081 habitants. | 0,334%        |
| L'Alguer         | 20.419 habitants. | 0,296%        |
| El Carxe         | 677 habitants. | 0,005%        |
| TOTAL            | 14.760.751 / 14.043.595 habitants. | 100%          |